# Energie solară

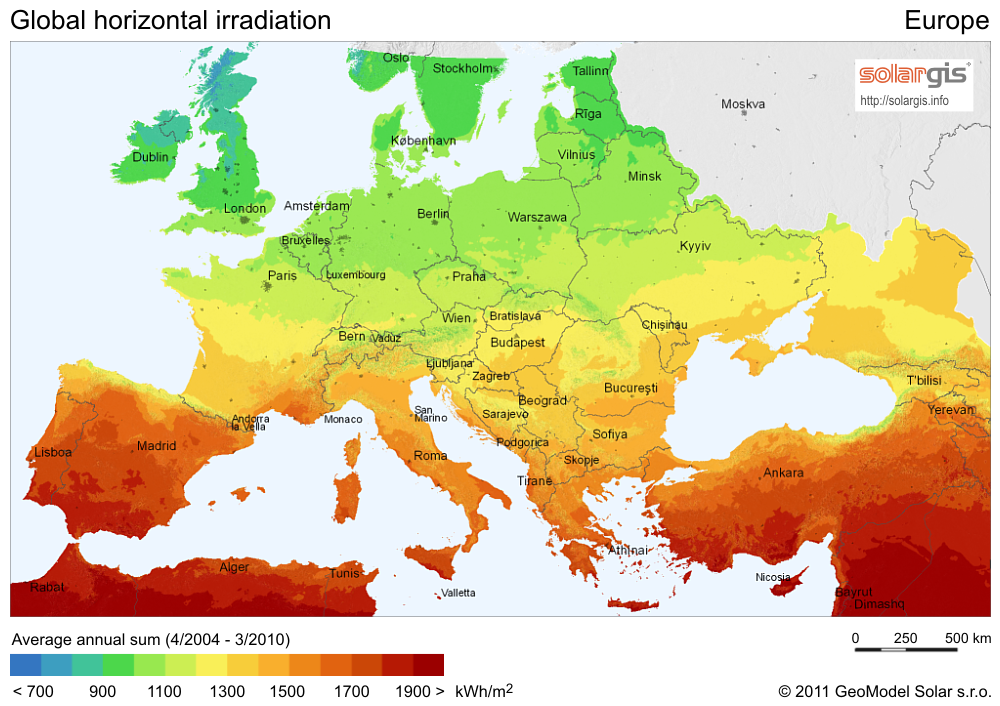
Harta radiației solare din Europa

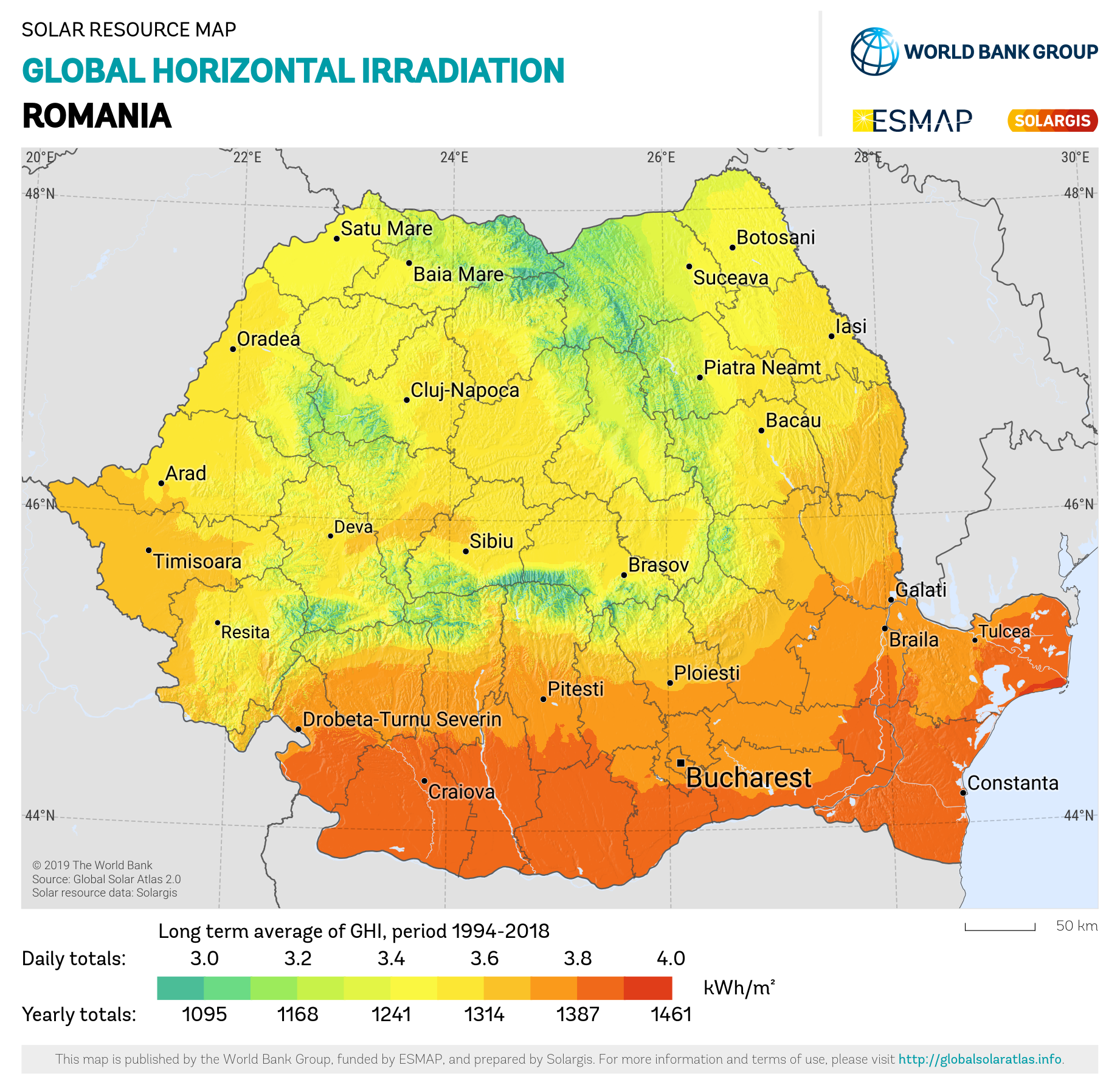
Harta radiației solare din România

Energia solară este energia emisă de Soare, fiind o sursă de energie regenerabilă.
Energia solară poate fi folosită să:
- genereze electricitate prin celule solare (fotovoltaice)
- genereze electricitate prin centrale termice solare (heliocentrale)
- încălzească clădiri, direct
- încălzească clădiri, prin pompe de căldură
- încălzească clădiri și să producă apă caldă de consum prin panouri solare termice

Instalațiile solare sunt de două tipuri: termice și fotovoltaice. 

## Casă cu panouri solare

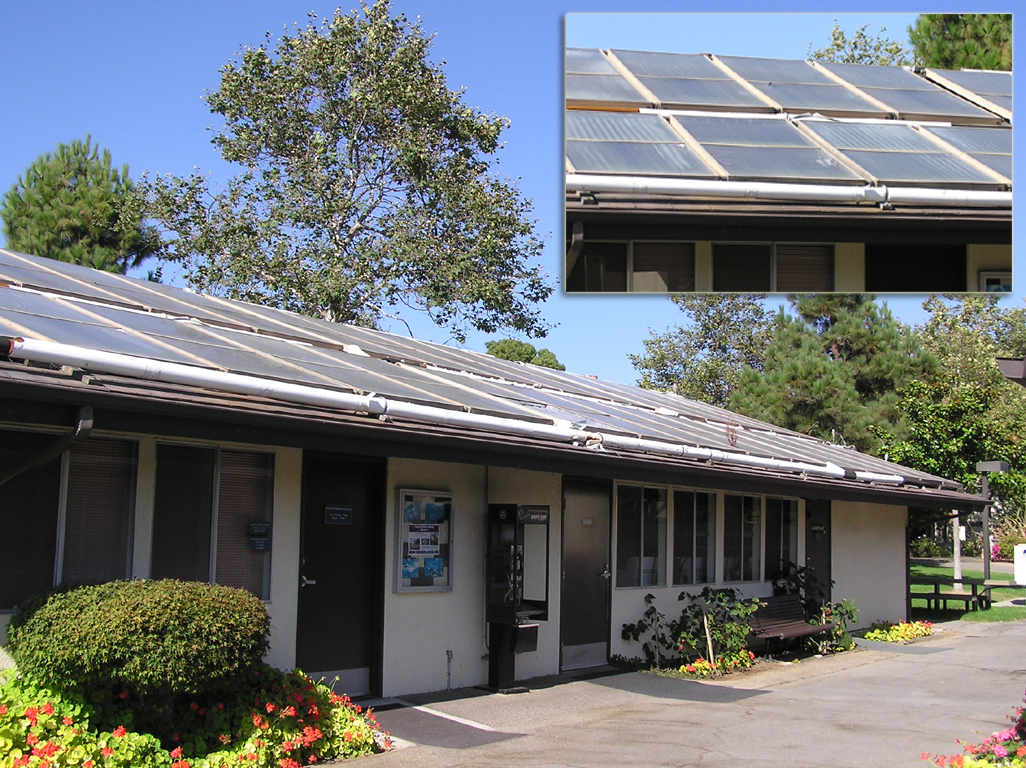
Casă cu panouri fotovoltaice

Pentru o casă structurată pe parter plus etaj, cu suprafața de 80 de metri pătrați pe nivel, sistemul de panouri solare cu boiler (exterior sau interior) costă între 500–2000 de euro, cu perioadă de amortizare între 3–5 ani. Economia lunară este, în medie, de aproximativ 60 % din costul unei facturi normale de energie termică. Pentru a evita scăderea randamentului sistemului, specialiștii sfătuiesc să fie efectuate periodic lucrări de curățare a panourilor căci acestea își pot pierde eficiența chiar și cu peste 30 %.

## Comunitățile rurale africane folosesc energia solară pentru electricitate

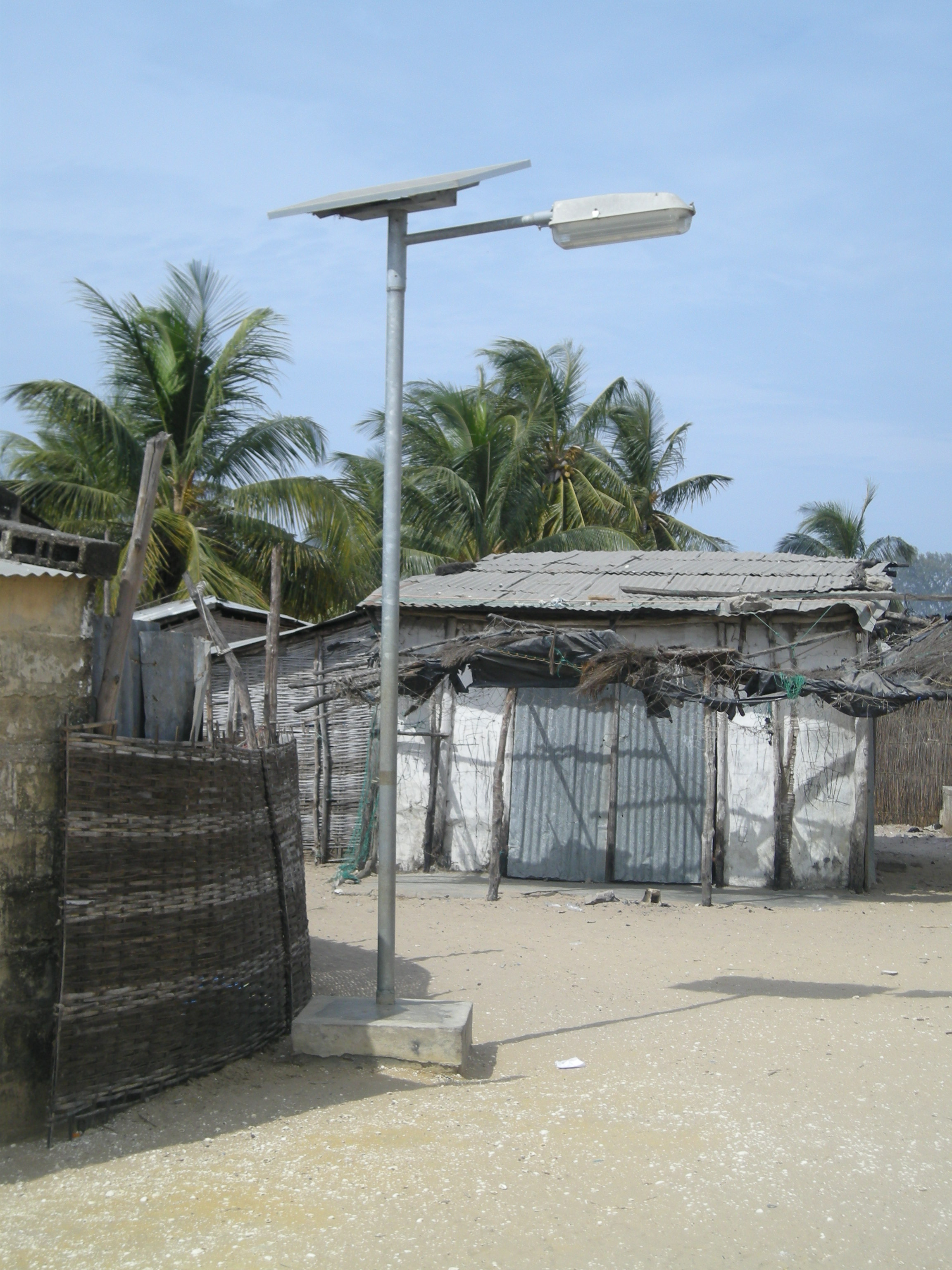
Felinar solar în Senegal

Peste 450 000 de persoane din comunitățile rurale africane au acces la electricitate datorită energiei solare, o alternativă la kerosen. Fundația Rurală pentru Energie, o organizație olandeză non-profit, a ajutat peste 450 000 de persoane din regiunea sub-sahariană a Africii să aibă acces la electricitate. Energia electrică generată de panourile solare le permite copiilor să citească seara, să asculte radio, să se uite la televizor iar un bec oferă mult mai multă lumină decât lampa cu petrol.

## Ecranul telefonului mobil, folosit ca încărcător solar
Wysips, o companie de origine franceză, a descoperit tehnologia prin care ecranul telefonului mobil sau al smartphone-ului poate fi încărcat de la soare, cu ajutorul unei pelicule fotovoltaice. Pelicula fotovoltaică poate fi integrată în ecranul telefonului și permite încărcarea completă a bateriilor, grație luminii solare, în numai 6 ore. Procedeul este ieftin (prețul peliculei este de 1 euro), iar invenția companiei franceze a fost deja premiată la Concursul de inventică de la Orlando, Florida, la categoria „Aplicații verzi în gestionarea energiei”. Descoperirea aparține fondatorilor companiei, Ludovic Deblois și Joël Gilbert, care au demonstrat că „în șase ore se poate încărca complet o baterie, de la soare, iar pentru 30 de minute de conversație este necesară doar o oră”. Primele telefoane cu peliculă fotovoltaică Wysips urmează să apară în primul trimestru al anului 2012.

## Primul avion propulsat doar cu energie solară care a zburat și noaptea
Primul avion propulsat doar de energia solară a efectuat un zbor experimental decolând din Payerne, în Elveția și aterizând peste 15 ore pe aeroportul din Bruxelles. Astfel el a survolat Franța, Luxemburg, și Belgia, într-un zbor de 15 ore, la 3600 de metri altitudine, cu viteza de 70 de kilometri pe oră. Aparatul a fost construit de aeronautul și medicul elvețian Bertrand Piccard și a fost pilotat de Andre Borshberg.
Avionul, care poartă denumirea Solar Impulse, are o anvergură a aripilor de 64 de metri, aproape cât al unui avion uriaș, precum Airbus A340. Greutatea acesteia este, însă, comparabilă cu a unei limuzine - puțin peste o tonă și jumătate. Zborul Solar Impulse a fost susținut de Comisia Europeană. Avionul solar a făcut istorie acum un an, când a zburat neîntrerupt 24 de ore, propulsat doar de bateriile sale solare (ce cântăresc c. 500 kg). Aripile aeronavei sunt acoperite cu 12 000 de celule foto-voltaice, care alimentează patru motoare electrice cu puterea de 7,5 kW (10 CP) fiecare. Avionul poate ajunge la altitudinea maximă de 9500 m.

## Primul tren de mare viteză european alimentat cu energie solară
Primul tren din Europa alimentat cu energie produsă de panouri solare a fost trenul internațional de mare viteză de pe ruta Paris-Amsterdam. Energia sa provine de la panourile solare instalate pe tunelul care acoperă calea ferată. Tunelul, lung de 3,5 km, situat lângă Antwerp, nordul Belgiei, este acoperit cu 16 000 de panouri solare pe o suprafață de 50 000 de metri pătrați. Instalația solară produce 3,3 MW. Cantitatea de energie electrică ar putea acoperi consumul mediu anual a 1000 de gospodării. Proiectul, denumit „Enfinity”, a implicat costuri de 15,6 milioane de euro și reduce emisiile de CO2 cu 2400 de tone pe an.

## Ambarcațiuni solare
Prima barcă solară practică a fost construită în Anglia, în 1975. În 1995 bărcile de pasageri care posedau panouri solare începuseră deja să apară iar acum ele sunt folosite pe scară largă. ,,Sun 21" a făcut prima traversare a Oceanului Atlantic în 2006-2007. Nava a ajuns la New York pe 8 mai 2007, ora 3, după ce a străbătut 7000 mile marine.

### Cea mai mare navă cu propulsie solară
În septembrie 2010 cea mai mare navă cu propulsie solară din lume a părăsit portul Monte Carlo, pentru o tentativă de ocol al lumii. Nava cu un deplasament de 60 de tone, botezată "Planeta Solară", are un motor alimentat cu energie de celule fotovoltaice, cu o suprafață de 540 de metri pătrați. Bateriile îi permit vasului să navigheze timp de trei zile chiar și pe vreme noroasă.

## Mașini solare
Prima mașină solară a fost inventată de Ed Passerini în 1977 și numită “Bluebird”. Mașina era mică, ușoară și costa relativ puțin A urmat Larry Perkins a inventat vehiculul “Quiet Achiever” în anul 1982.

## Cea mai rapidă mașină solară
Cea mai rapidă mașină cu energie solară atinge 88 km/h. O mașină care folosește aceeași cantitate de energie ca un prăjitor de pâine (1400 W) este cel mai rapid autovehicul solar din lume. Numită ,,Sunswift", ea a fost creată de o echipă de studenți de la Universitatea New South Wales din Sidney, Australia. Aceasta a bătut un nou record această lună atingând viteza de 88 km/h, depășind cu aproape 10 km/h recordul anterior care îi aparținea proiectului GM Sunraycer.

## Energie solară la gătit

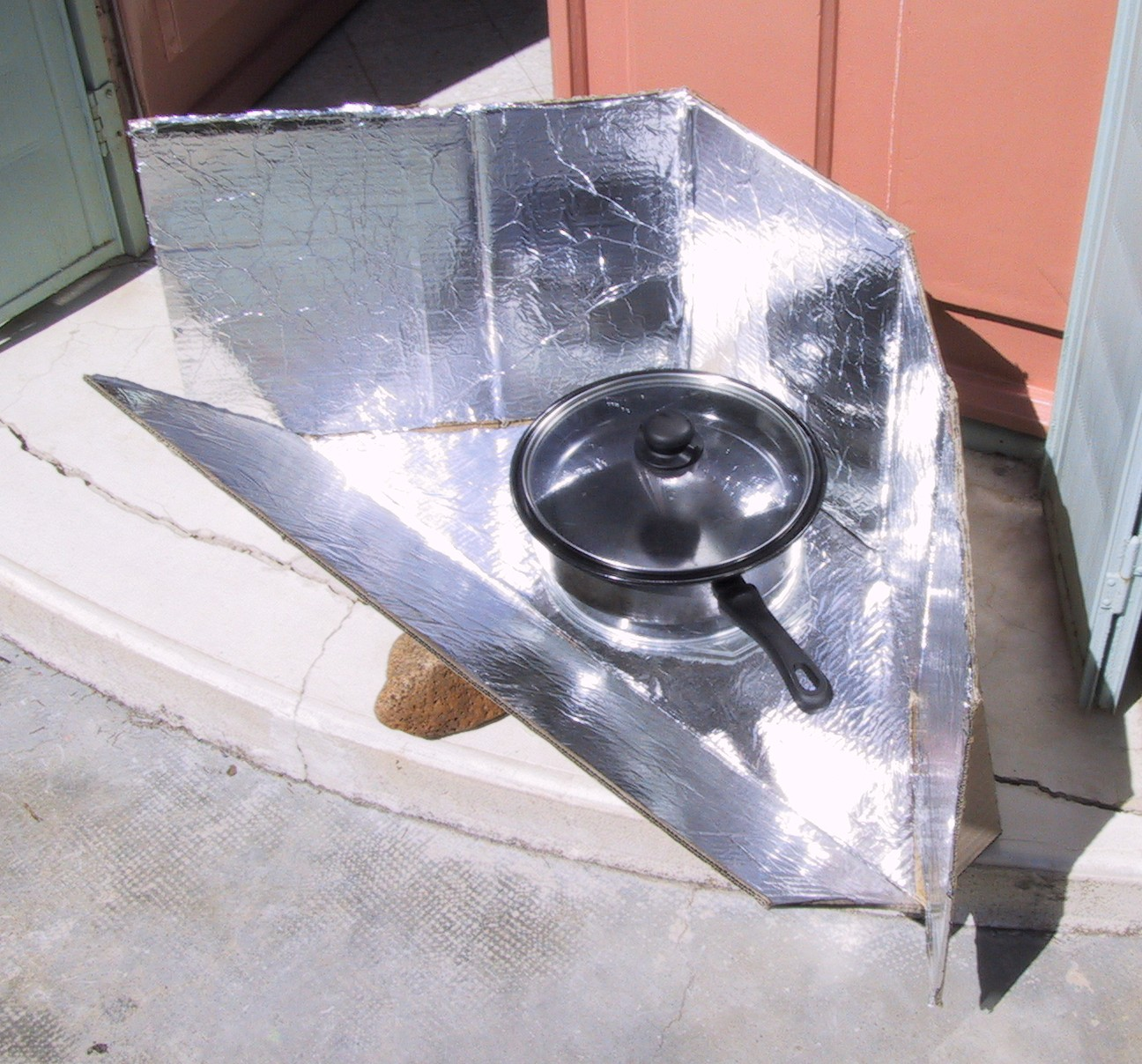
Mașină de gătit solară

Studenții de la Facultatea de Știință și Tehnologia Materialelor a Universității Tehnice din Cluj-Napoca, în cadrul unei acțiuni ecologice „Materiale-responsabilitate-mediu” au prezentat tehnologii nepoluante, ecologice care pot fi folosite pentru gătit în aer liber. Campania a fost una de responsabilizare pentru a aborda un stil de „viață verde”. „Aparatura” folosită pentru a capta razele solare a constat într-o antenă de satelit acoperită cu vinil și umbrele acoperite cu folie de aluminiu autocolantă. „Gătitul ține un pic și de soare și durează puțin mai mult, dar merită” a spus o studentă. În cadrul demonstrațiilor respective studenții au prăjit cartofi și mititei cu ajutorul energiei solare. Folosind aceste tehnologii temperatura în vas poate ajunge până la 1000 de grade. Se poate folosi orice obiect rotund și material reflectorizant pentru a crea o mașină de gătit ecologică. Antena care a fost folosită pentru prepararea cartofilor, avea circumferința de 2 m și cu ajutorul ei se poate prepara orice tip de mâncare. Celelalte „aparate” mai mici, precum umbrelele, se folosesc pentru prepararea lucrurilor simple, cum ar fi ochiurile de ou.
În aprilie 2009 un norvegian cu studii în Statele Unite (Berkeley, California) și care trăiește în Kenya, Jon Bohmer, a luat un premiu „verde” de 75 000 de dolari (568 000 de coroane norvegiene) pentru un cuptor solar foarte ieftin. Cu ajutorul cuptorului se poate găti mâncare în caserole, fierbe apă sau chiar coace pâinea. Este alcătuit din două cutii, una în alta, acoperite cu un geam acrilic, care lasă radiația solară să intre, dar împiedică radiația din interior să iasă. Cutia interioară este vopsită în negru iar folia argintie din exterior facilitează concentrarea căldurii, în timp ce un strat de paie sau ziare dintre cele două asigură izolarea. Cuptorul se adresează celor trei miliarde de persoane care folosesc lemne de foc pentru a găti în țările în curs de dezvoltare. Barbara Kerr and Sherry Cole au fost primii promotori serioși ai cutiei solare de gătit în anii 70 iar planurile acesteia puteau fi găsite într-o carte publicată de Peace Corps în anii 60.
Cuptoarele solare permit purificarea apei prin încălzirea acesteia. O apă încălzită la 65 °C îndepărtează bolile întâlnite în cazul apei de proastă calitate, prezentă adeseori în țările în curs de dezvoltare și responsabilă pentru milioane de decese. Pe de altă parte fumul degajat de gătirea cu lemne dă naștere unor boli respiratorii responsabile de decesele a 1,6 milioane de persoane/an în întreaga lume. De asemenea, prin folosirea cuptoarelor solare sunt evitate despăduririle și emisiile de dioxid de carbon în atmosferă.
Obiceiul de a pune o cutie la soare pentru a coace pâine sau a prepara alte alimente era întâlnit și în România (în special în sudul țării: Dobrogea, Bărăgan, Oltenia)

## Gadgeturi solare

### Costum de baie cu panouri fotovoltaice
Andrew Schneider, absolvent al Universității din New York, a creat un costum de baie care permite purtătorului să încarce un iPod sau o camera foto. El este confecționat din panouri foto-voltaice, cusute cu fir conductor. Un astfel de costum de baie, proiectat de Schneider, este cusut în aproximativ 80 de ore și poate costa mai mult de 120 de lire sterline, în funcție de mărimea dorită. Pentru prototipul său, Schneider a folosit 40 de panouri fotovoltaice, unite între ele într-un mod anume pentru a obține tensiunea și amperajul exact. Purtătorii costumului se vor putea bucura fără probleme de apă, cu condiția ca niciun dispozitiv electric să nu fie conectat în timpul înotului și ca, după baie, panourile să fie uscate atunci când se dorește conectarea la portul USB.

### Jachetă cu panou solar
În 2008 creatorul de modă argentinian Julieta Gayoso a creat o jachetă dotată cu un mic panou solar pe spate. Cu ajutorul acestuia se poate alimenta un telefon mobil sau Ipod. Un cablu în interiorul hainei, de culoare neagră, face transferul de energie către gadgeturile utilizatorului.

### Genți, rucsacuri, poșete cu panouri solare
Cercetătorii greci de la Universitatea din Salonic au creat o geantă solară, capabilă de a încărca bateria unui telefon mobil sau a unui MP3 player. O versiune a genții solare era deja în producție în octombrie 2010. Prețul era de 150 de euro. Acum gențile, rucsacurile cu panouri solare, care pot încărca telefoane mobile, IPOD-uri etc. sunt uzuale.
În mai 2011, firma daneză de design Diffus a scos pe piață o poșetă de lux cu panouri solare, în care poate fi alimentat telefonul mobil. La proiect a participat și o companie elvețiană de broderie, Forster Rohner et Alexandra Institute, potrivit Green Report. Geanta are „brodate” pe exterior 100 de panouri solare minuscule și poate capta energie solară, pe care o stochează într-o baterie litiu-ion, ascunsă într-unul dintre buzunare. De la această baterie poate fi încărcat telefonul mobil. În plus, atunci când poșeta se deschide, fibrele optice, fixate într-unul din buzunarele interioare, se activează și iluminează interiorul accesoriului, permițând găsirea diverselor lucruri din geantă. Invenția transformă energia solară în electricitate cu o eficacitate de 9 %.

### Corturi solare
Armata Statelor Unite a decis să doteze corturile cu trei tipuri de panouri solare fotovoltaice
în încercarea de a optimiza și de a îmbunătăți eficienta soldaților aflați în misiune.
Corturile vor profita de condițiile solare favorabile în zonele de conflict pentru a alimenta dispozitivele electronice atât de necesare soldaților pe teren. Puterea acestor panouri variază intre 200–300 W per cort. Sistemul va ușura situația soldaților, care nu vor mai fi nevoiți să-și care peste tot baterii de rezervă.
În 2009 Orange în parteneriat cu firma americană Kaleidoscope au creat un concept ultra-modern de cort. Acesta are o instalație de panouri solare prin care este captată suficientă energie pentru ținerea în funcțiune timp de mai multe ore a câtorva aparate electrice personale sau încărcarea bateriilor lor dacă utilizatorii au rămas fără acumulatori. Celulele își ajustează singure poziția astfel încât să fie cât mai mult timp expuse razelor solare. Energia este stocată până când utilizatorii decid să o folosească fie prin punerea în funcțiune a laptop-ul ui, a telefonului sau a altor gadget-uri. O altă funcție utilă constă în sistemul "glo-cation" care transmite un semnal către telefonul mobil, astfel încât poziția în care a fost amplasat cortul să poată fi reperată. Cortul solar are, de asemenea, un display LCD flexibil care afișează energia generată sau consumată și puterea semnalului de internet. În plus, sistemul permite încălzirea interiorului dacă temperatura scade sub valoarea setată.

## Galerie de imagini

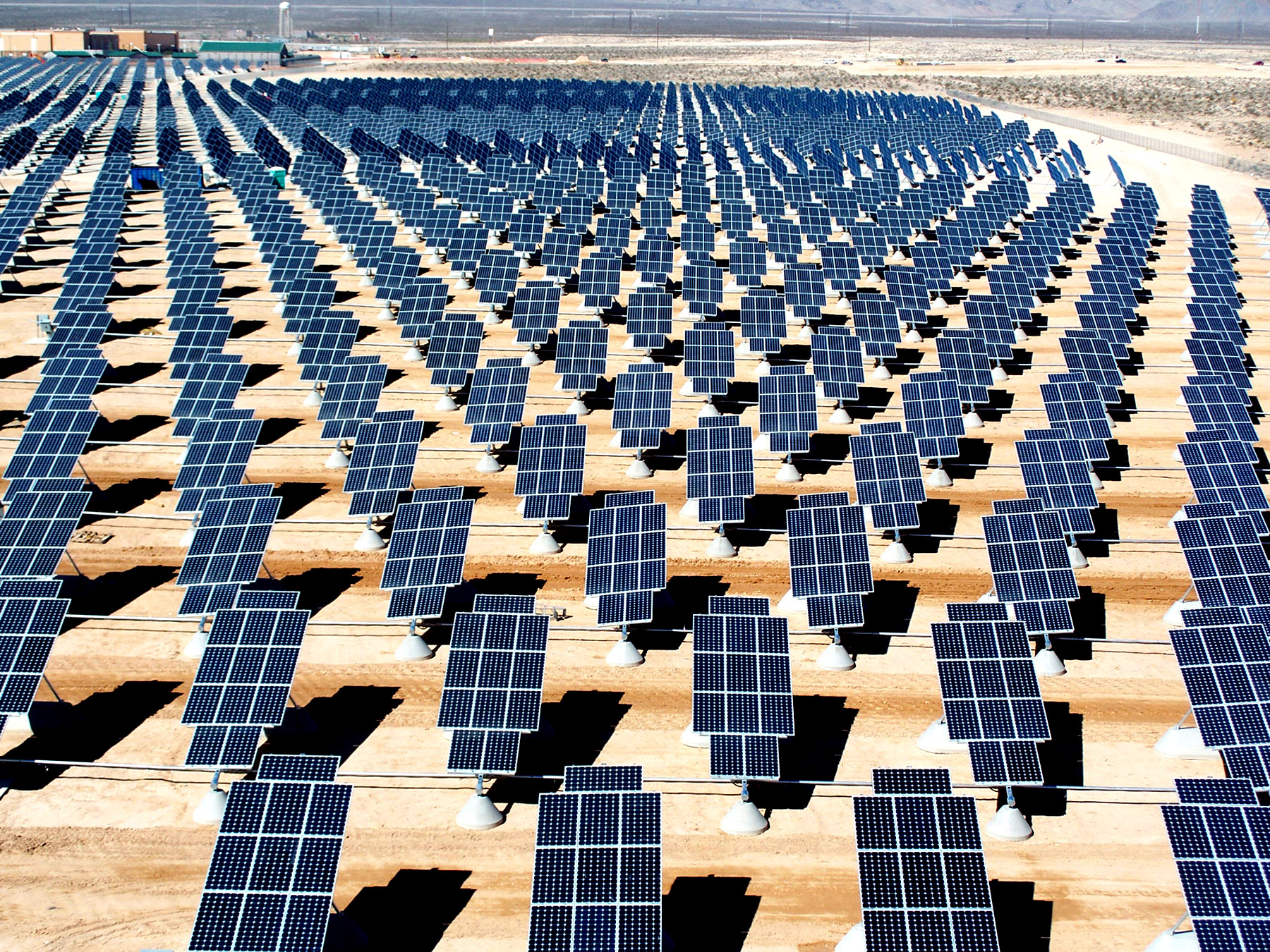
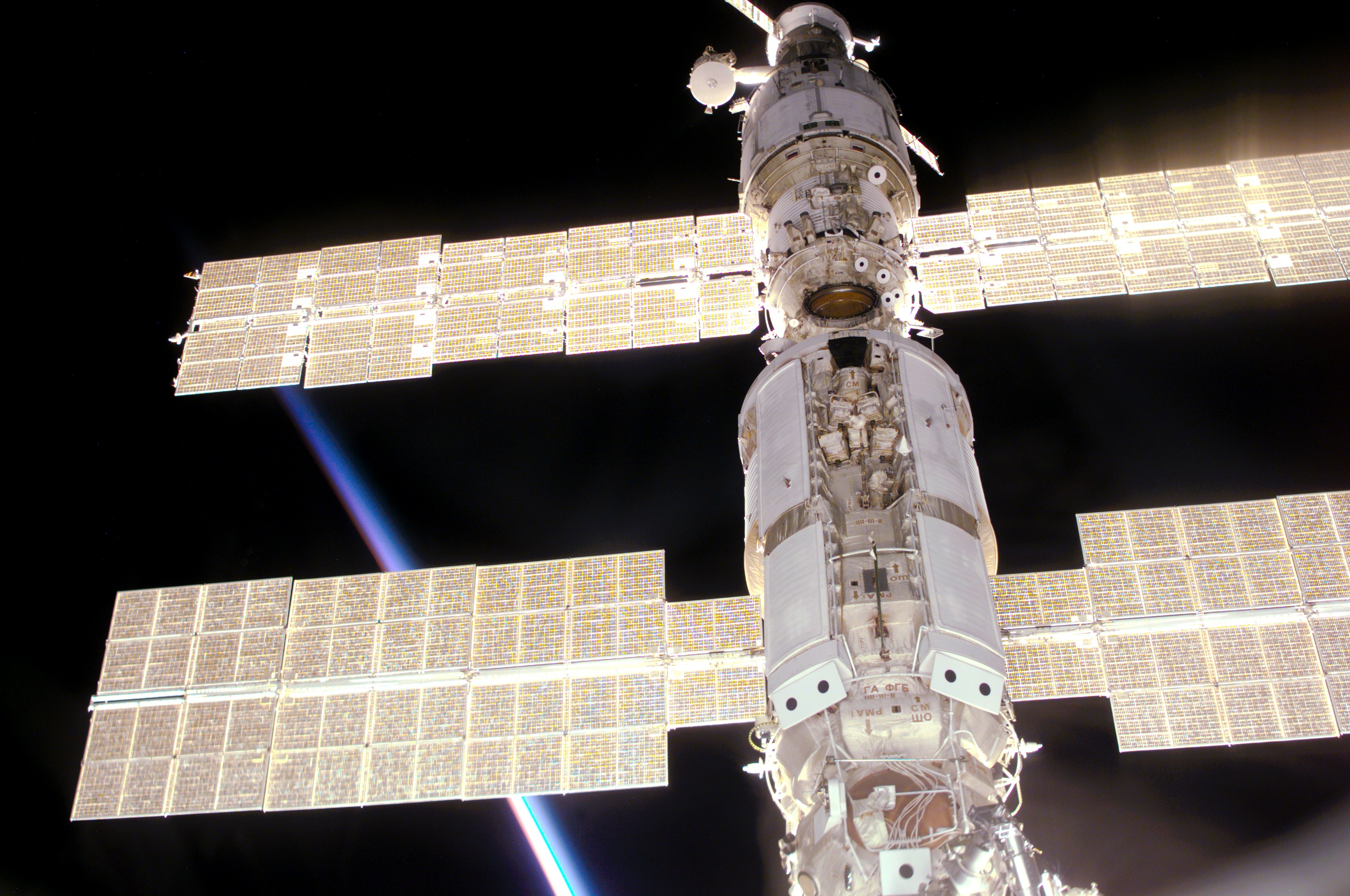
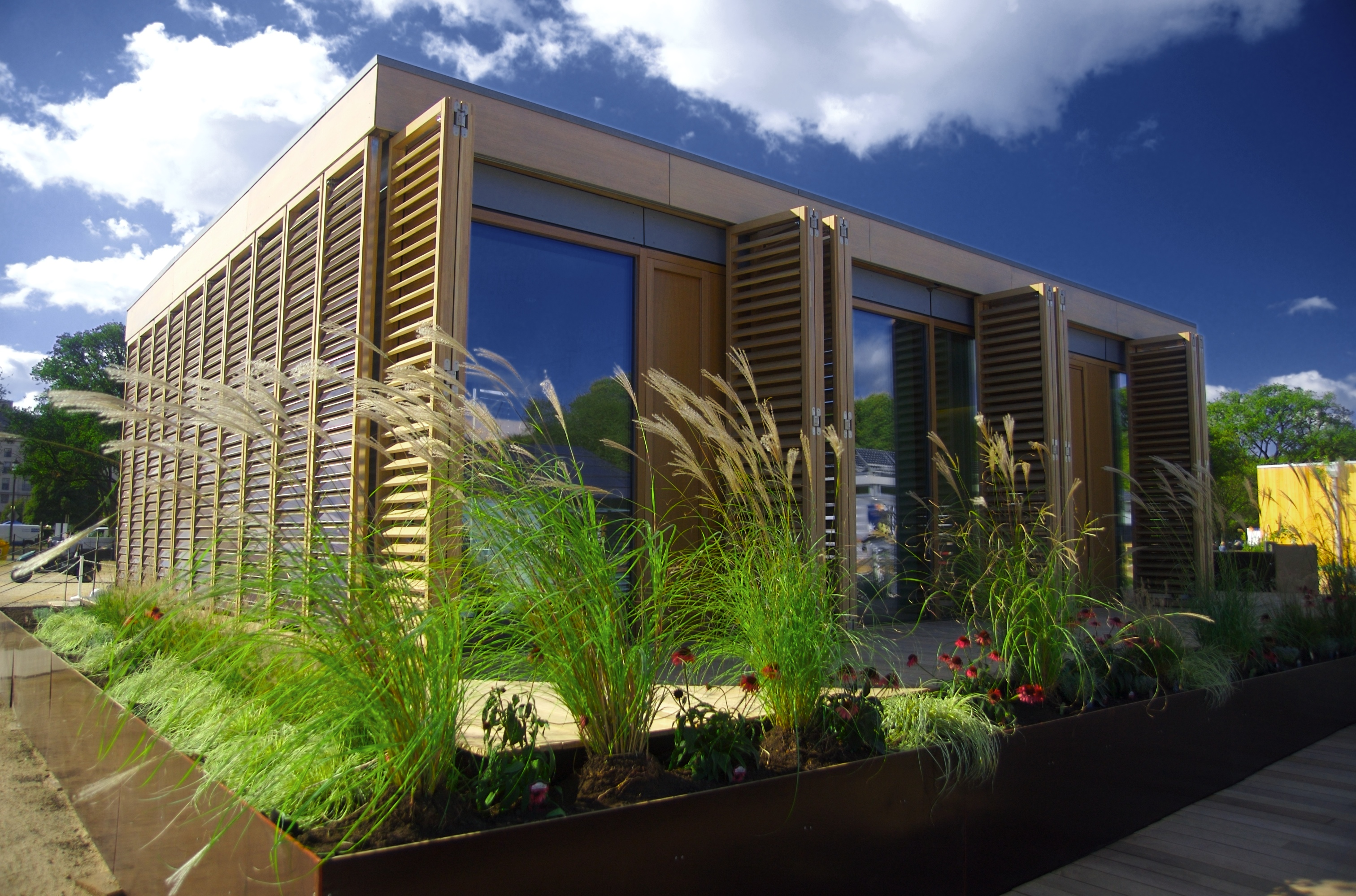
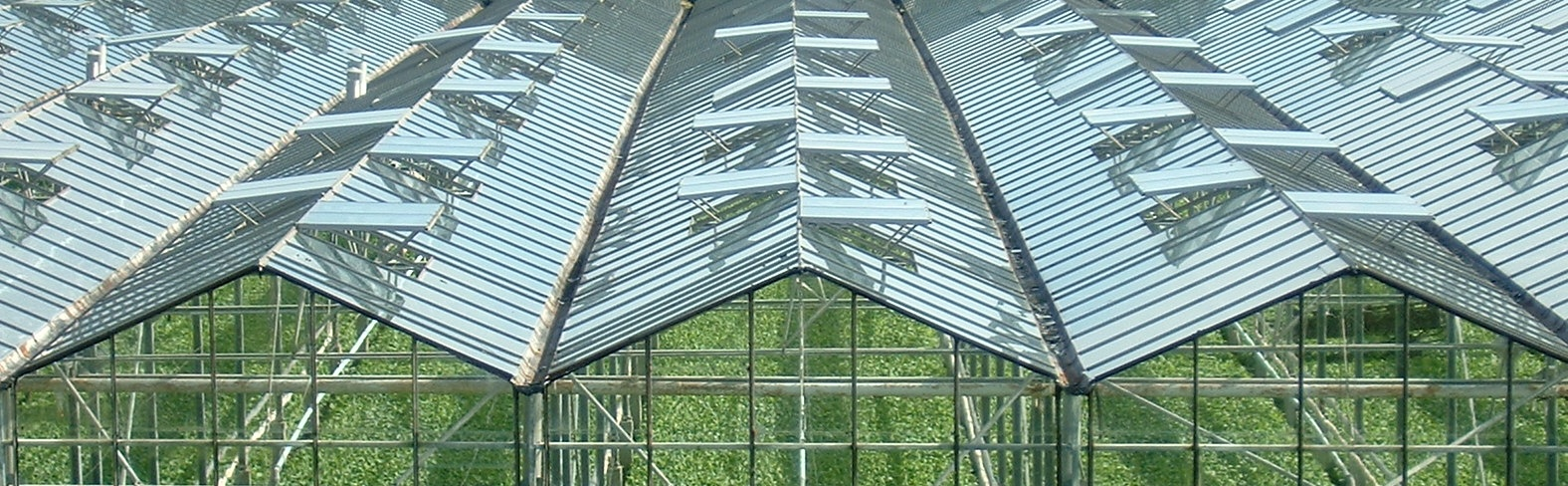
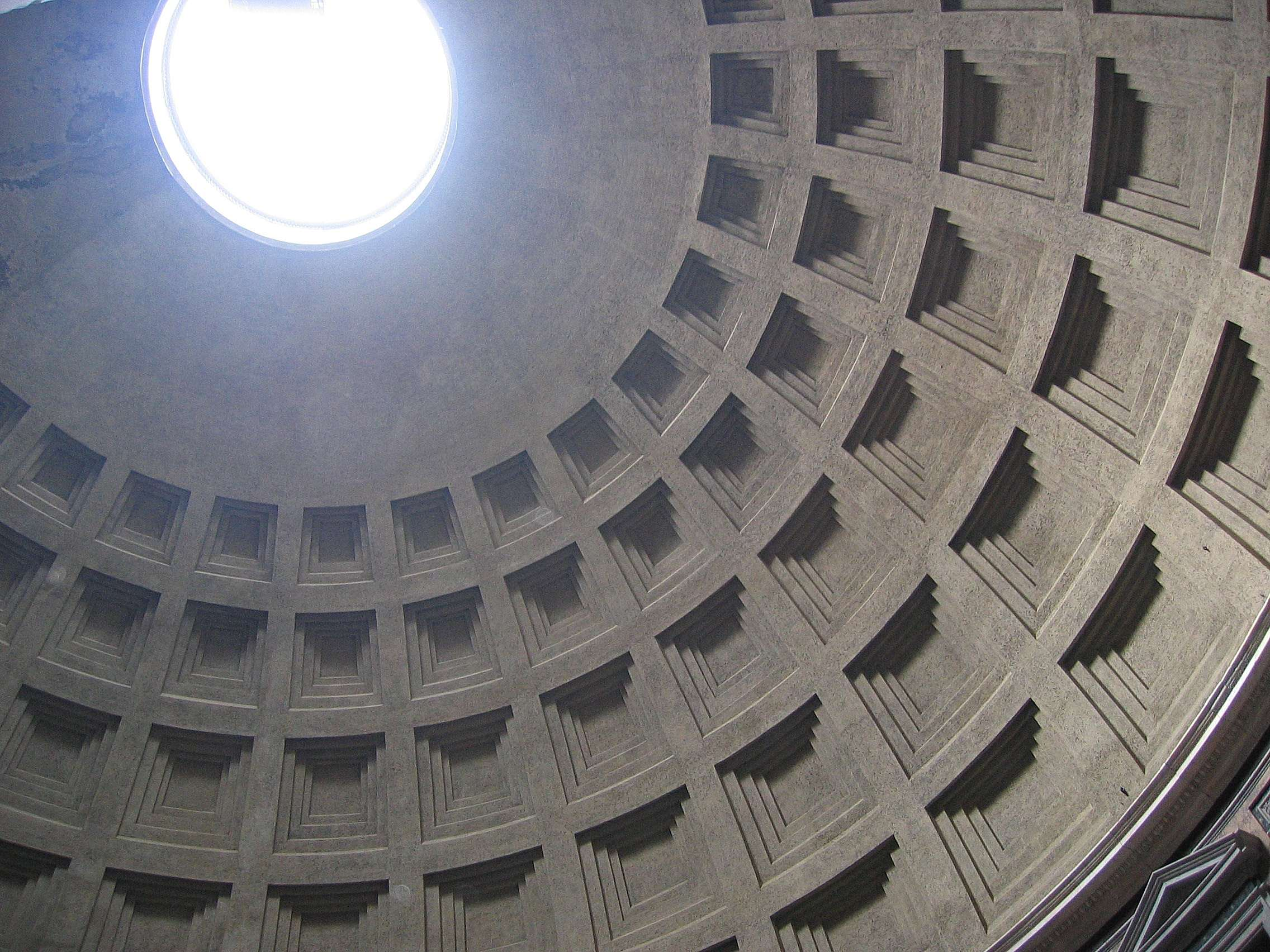
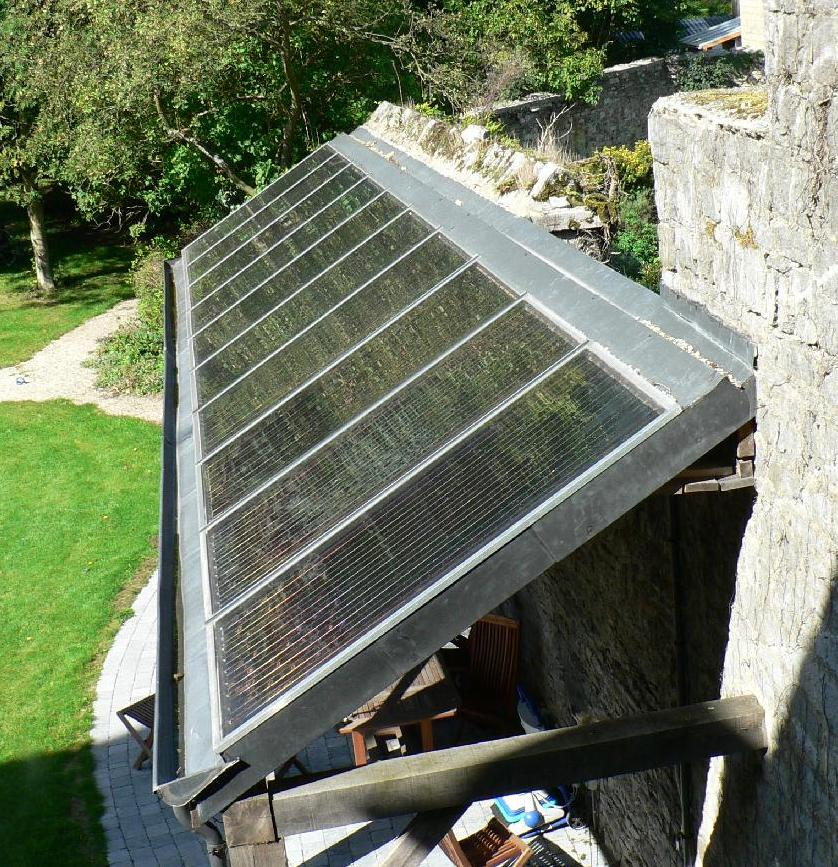
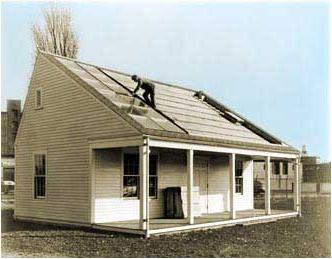
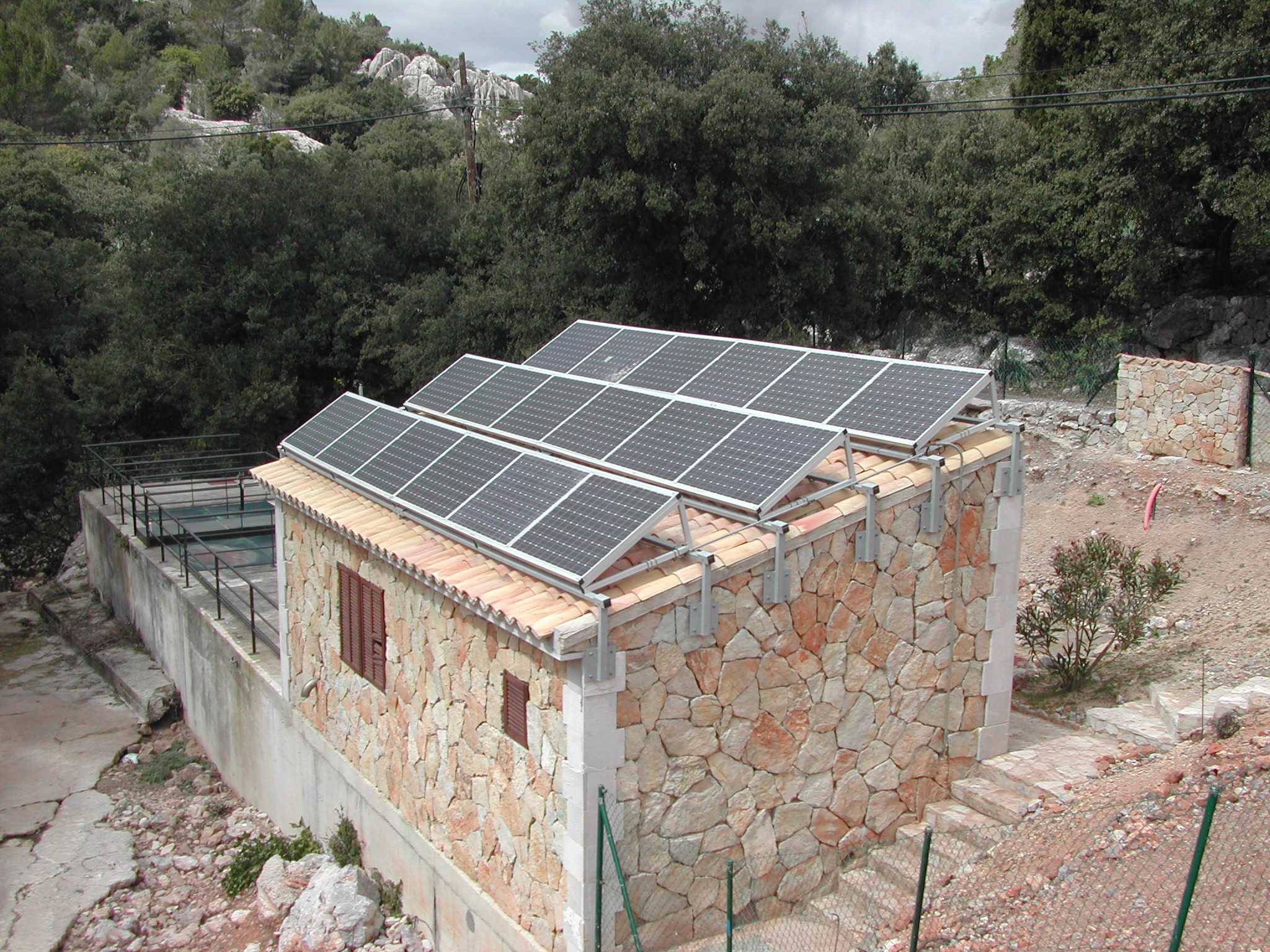
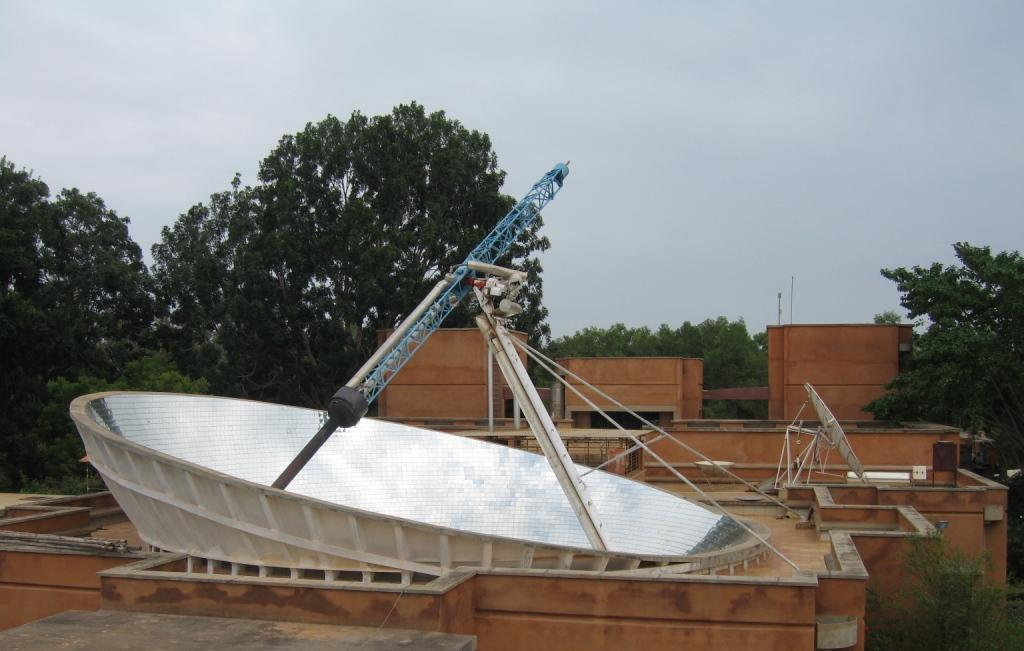
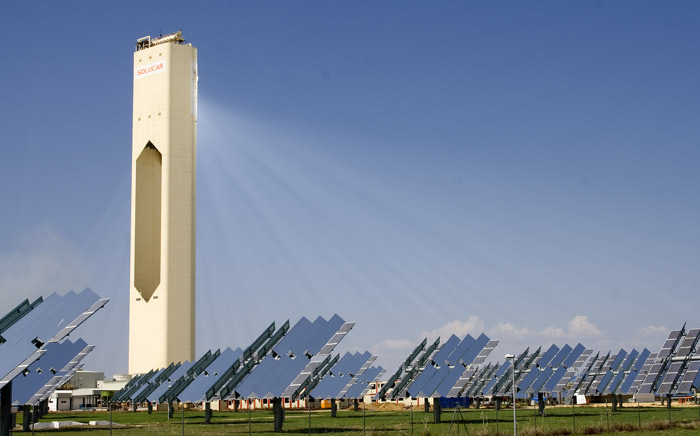
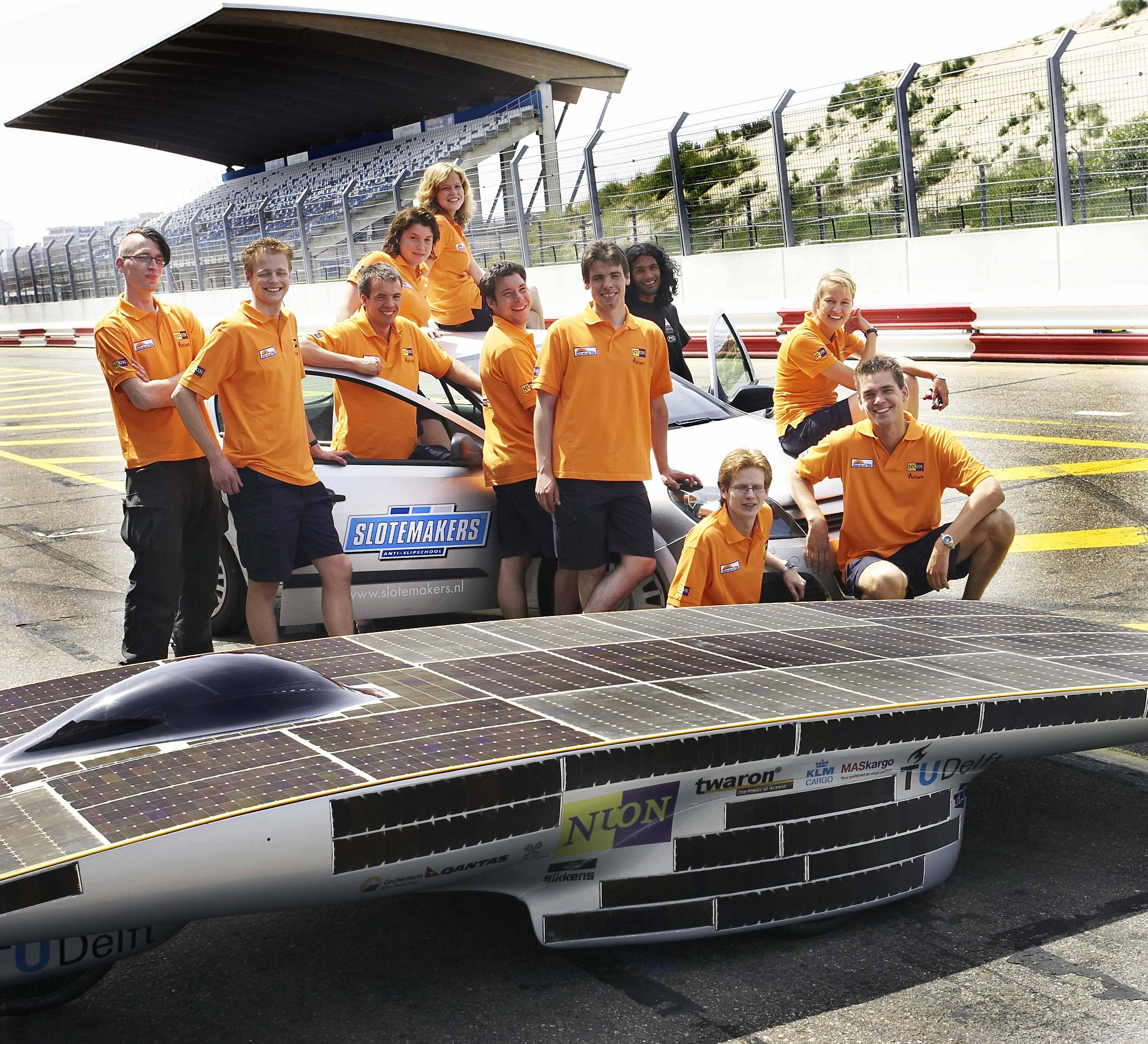
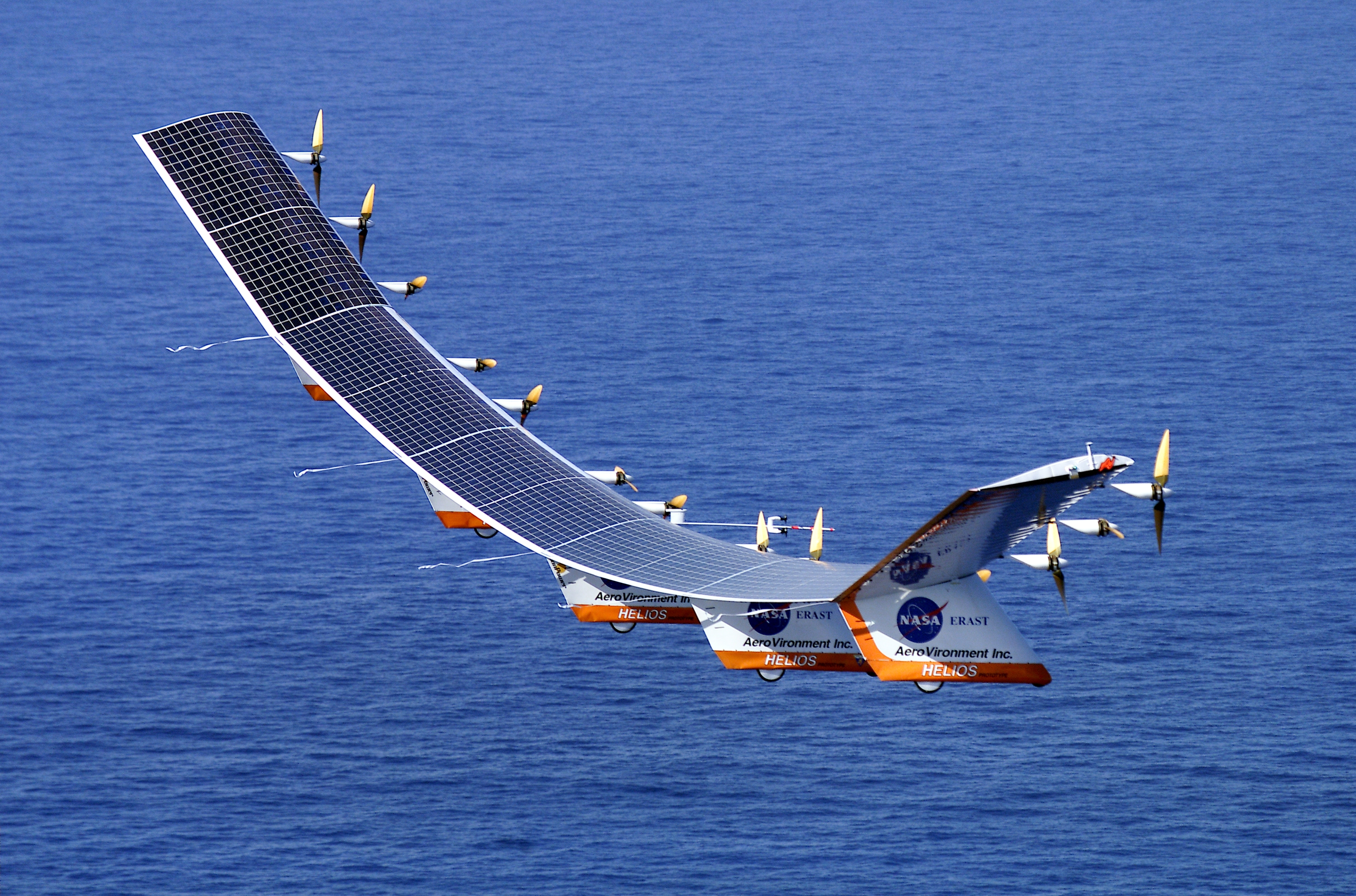
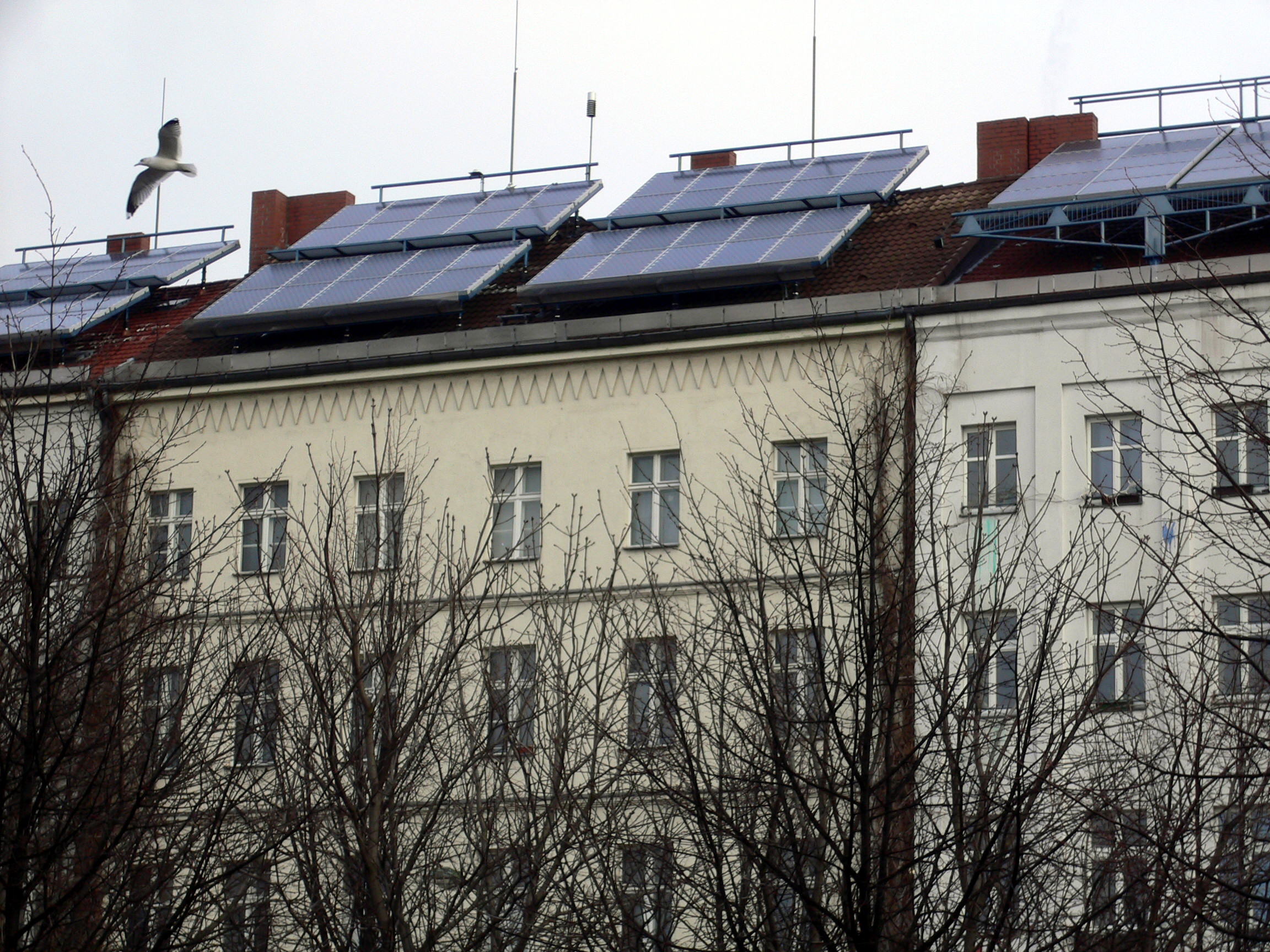
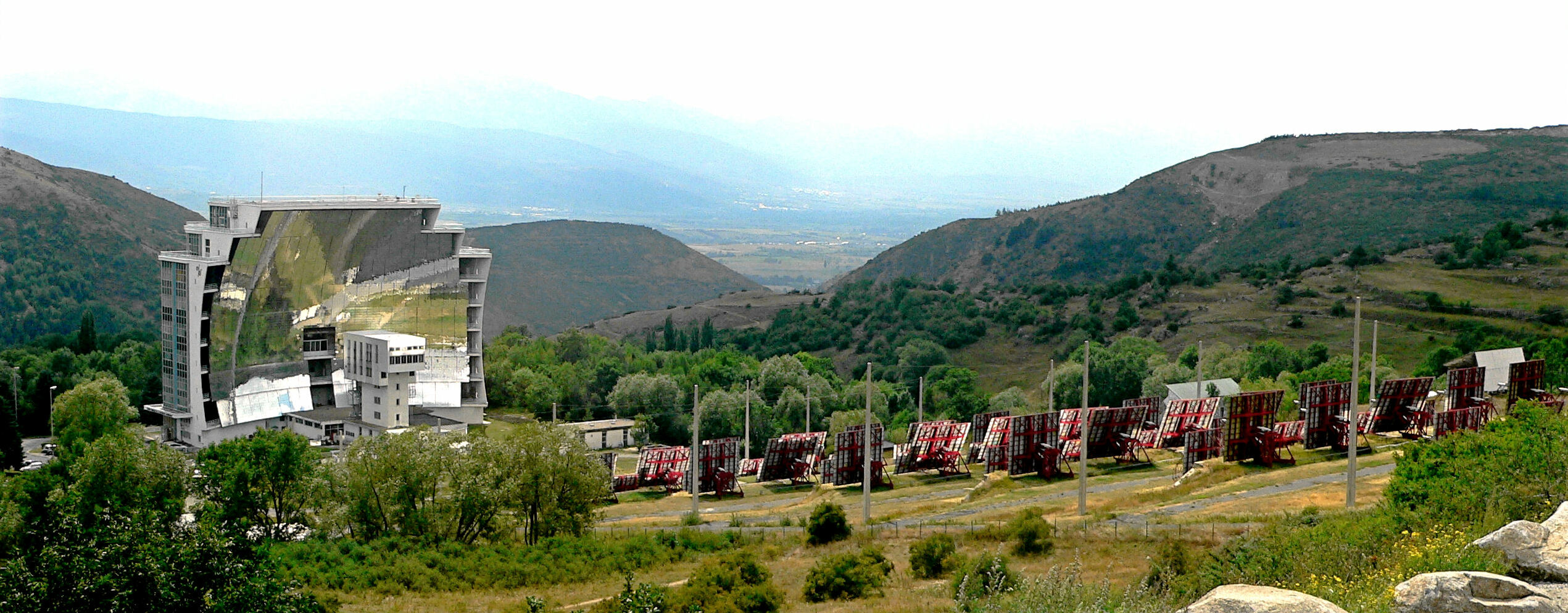
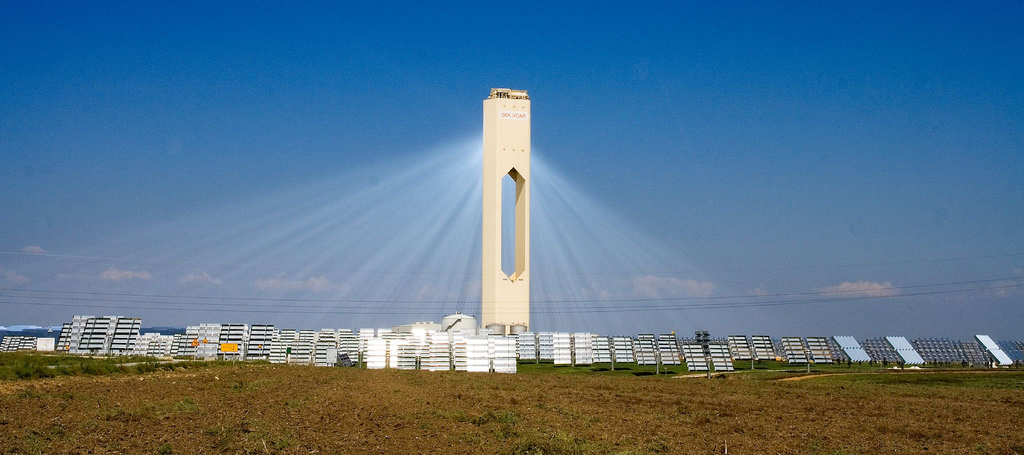
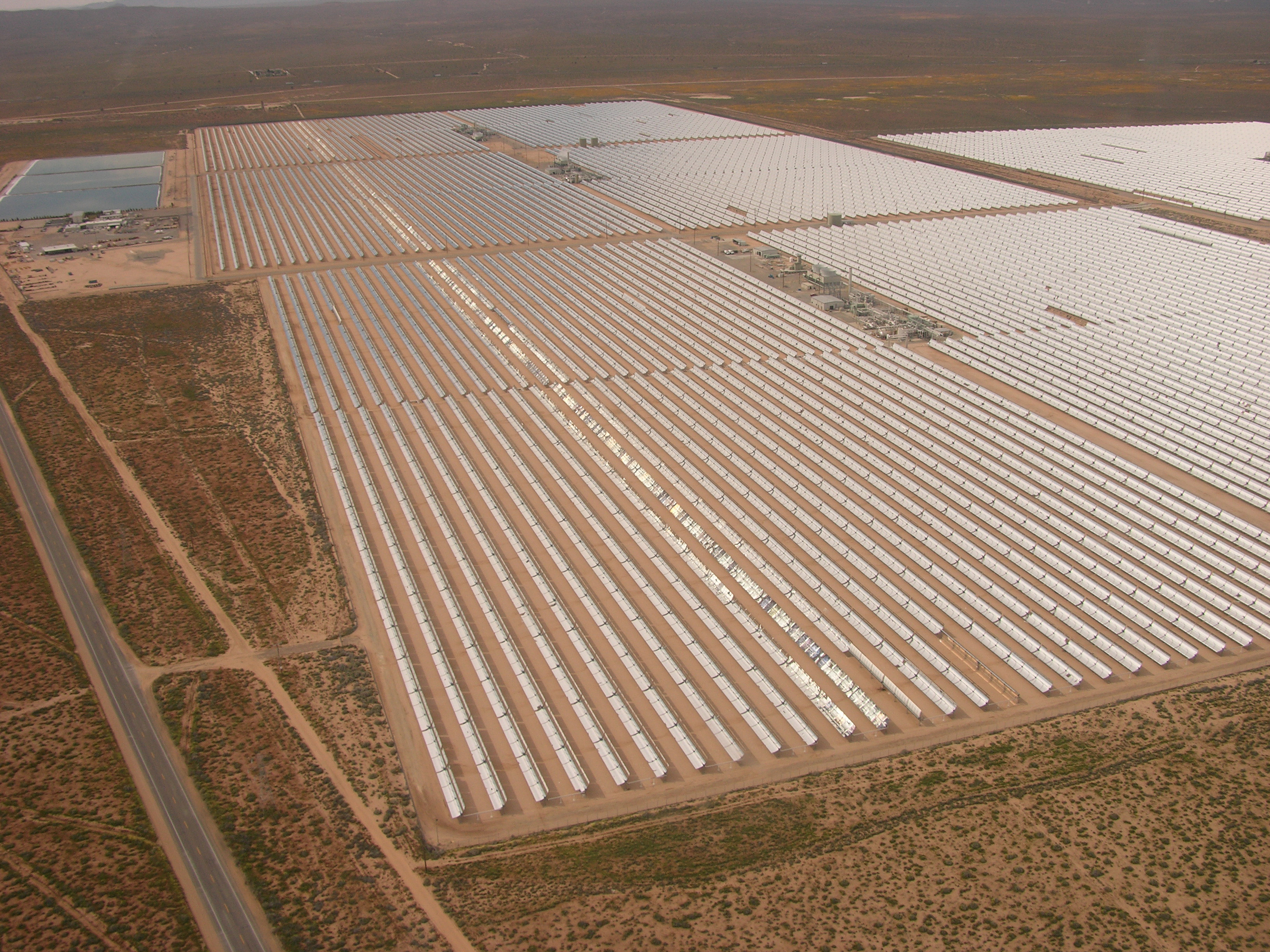
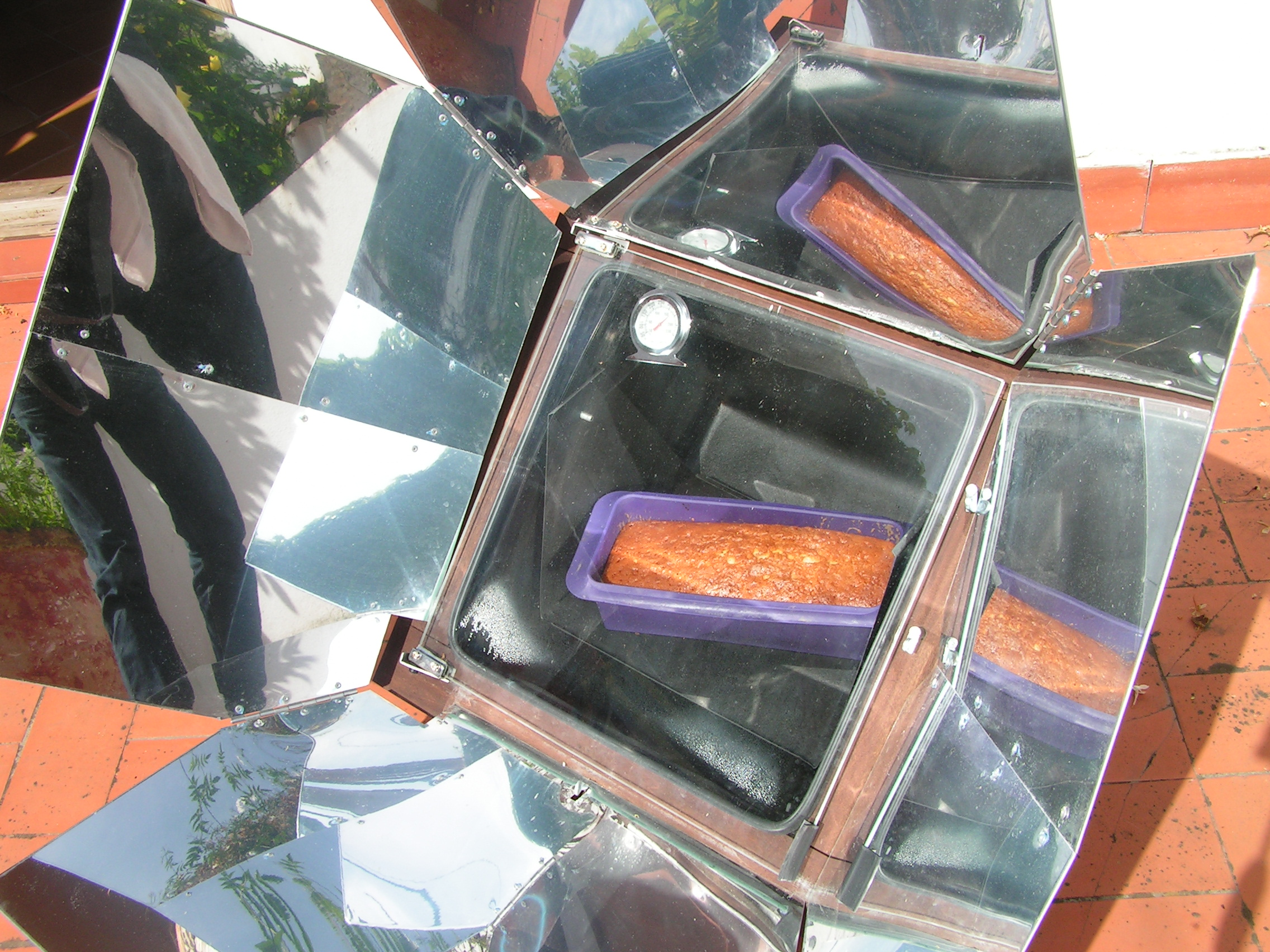
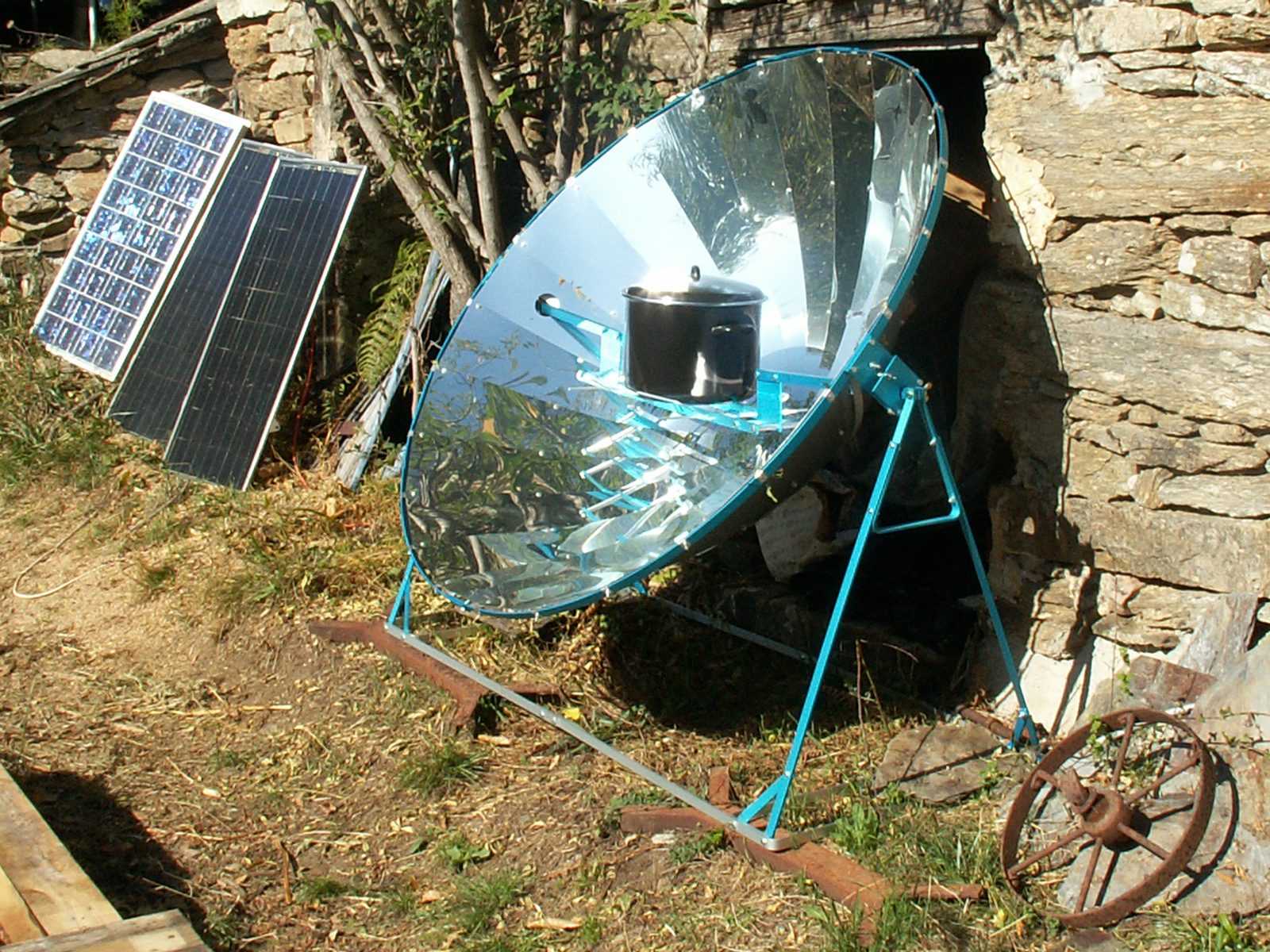
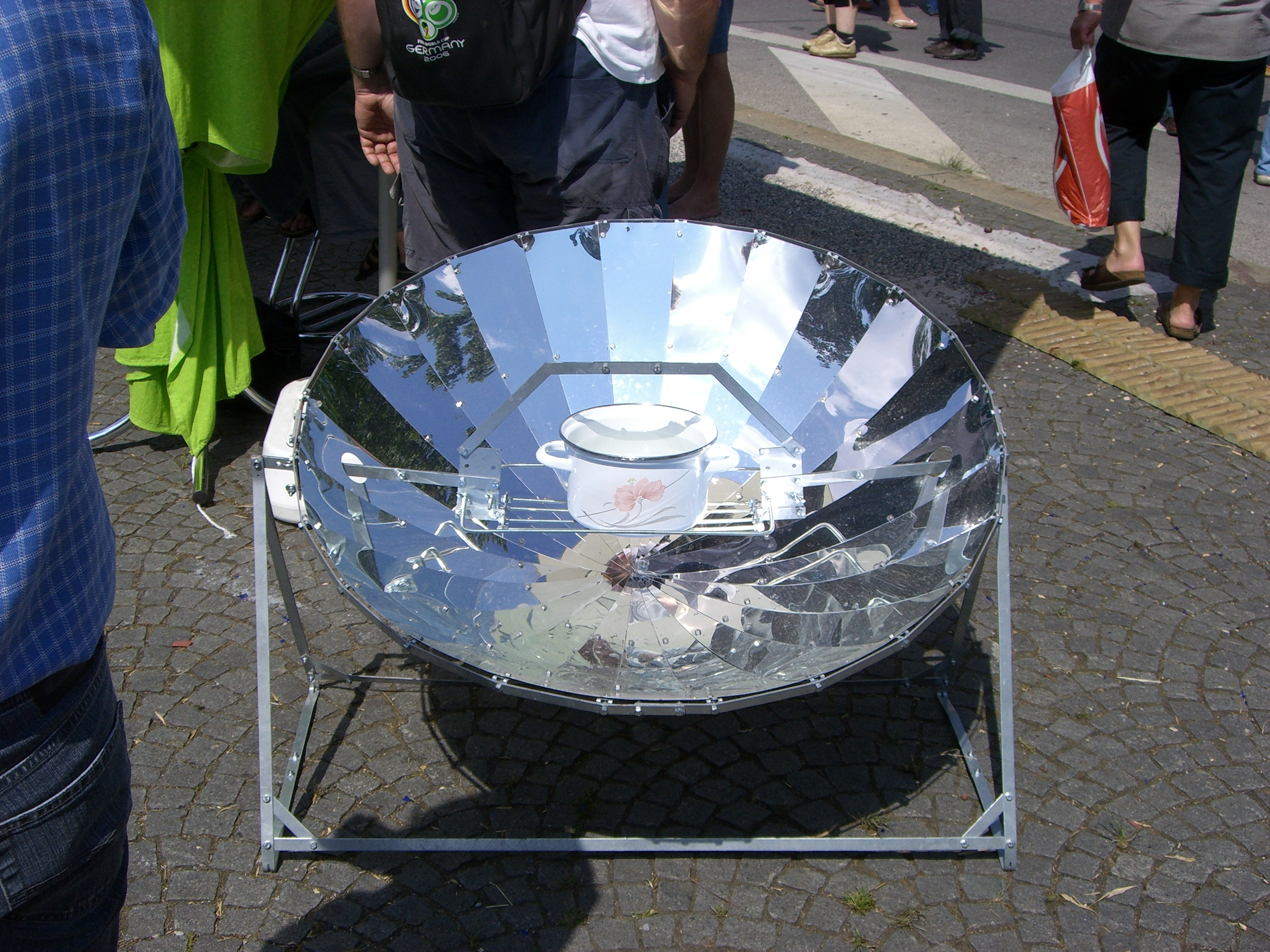
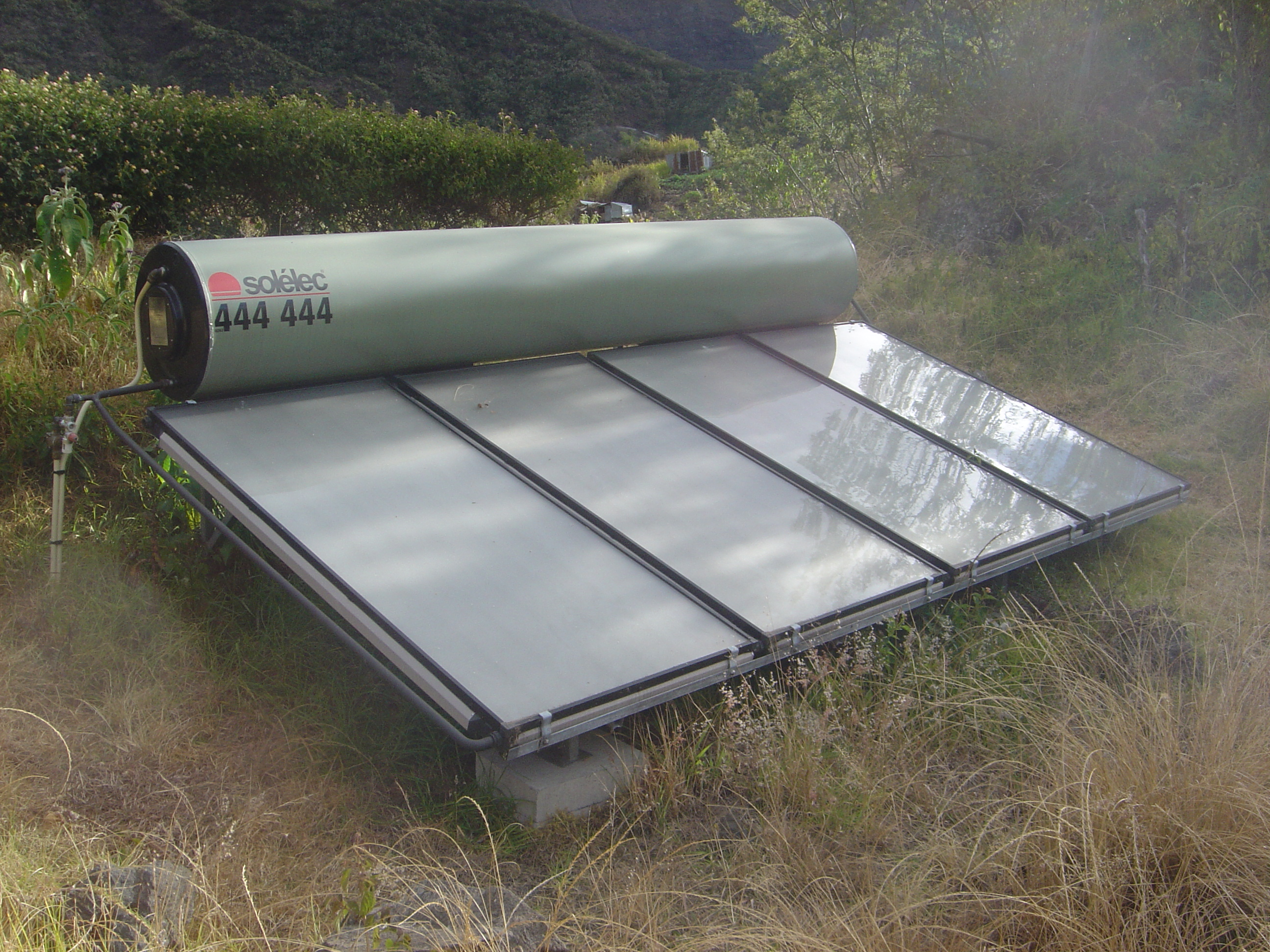
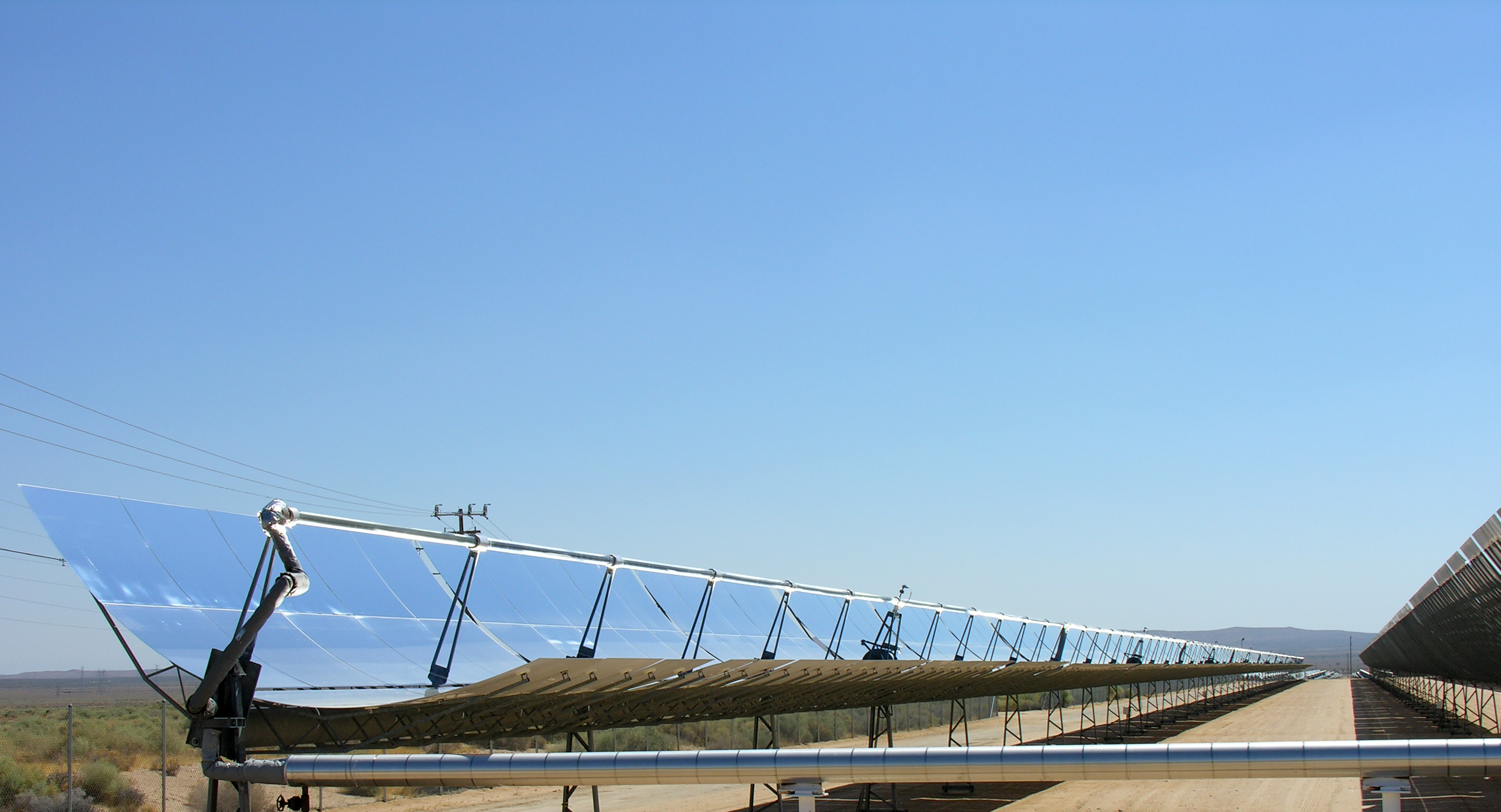
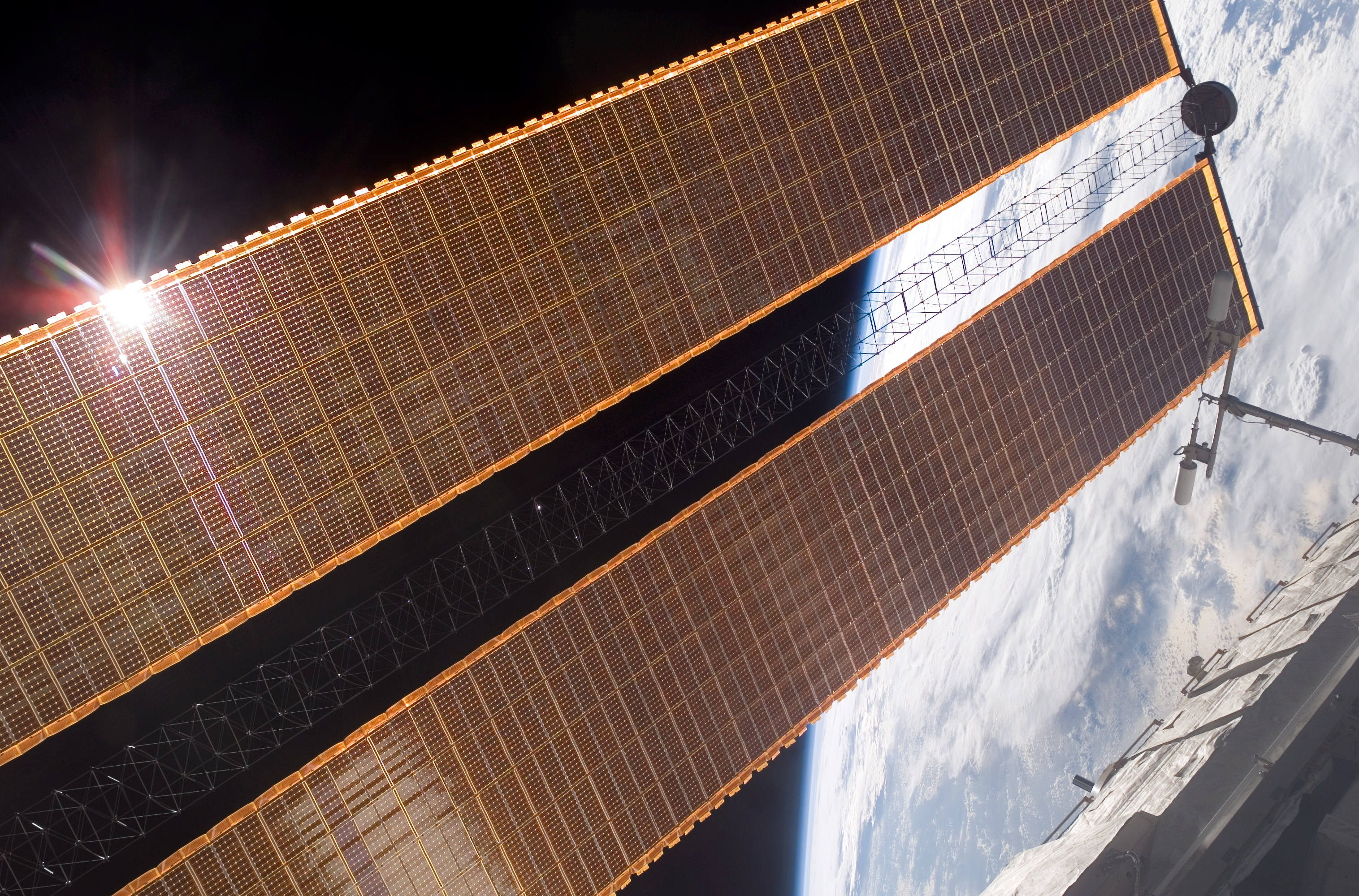
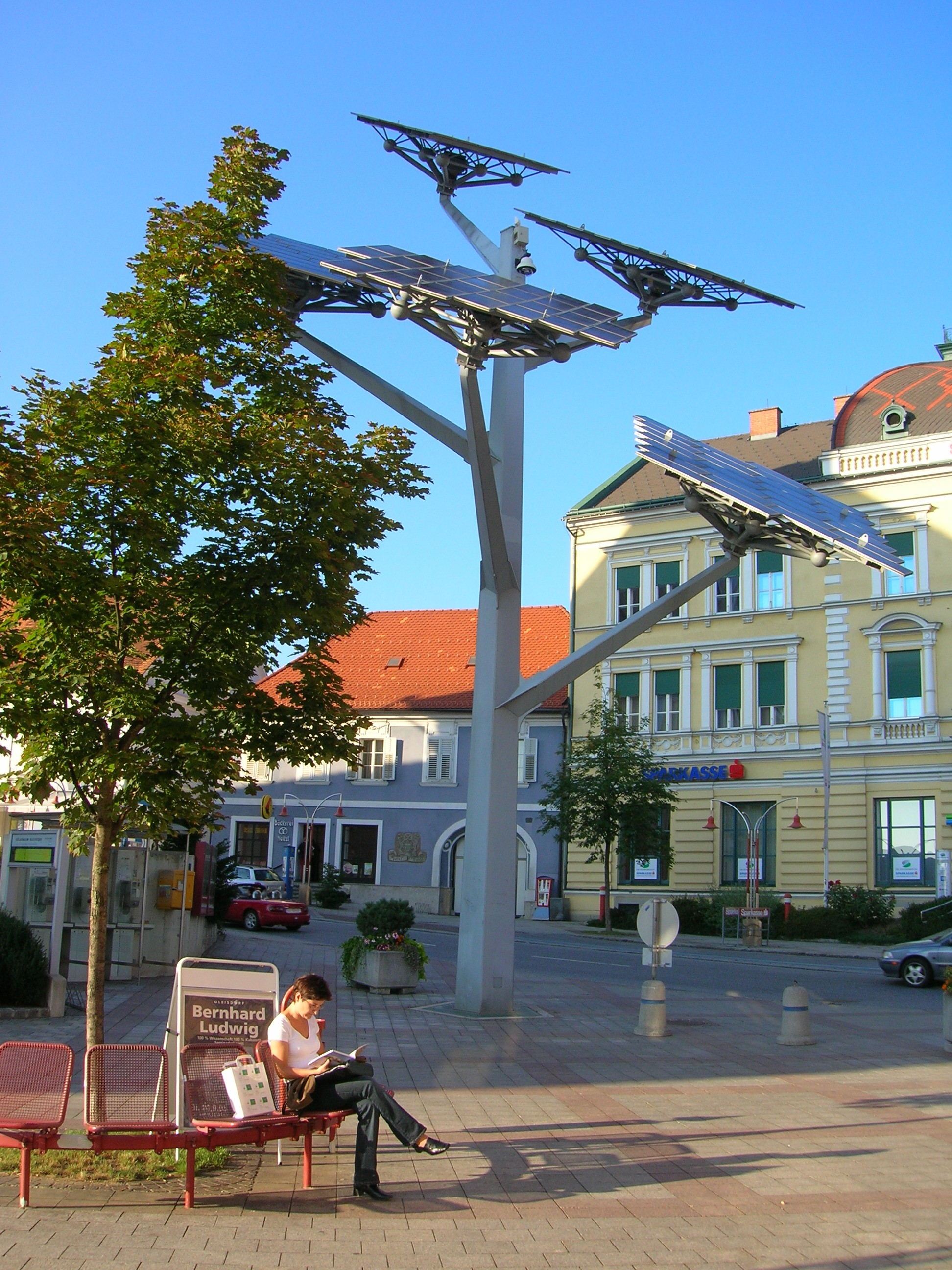
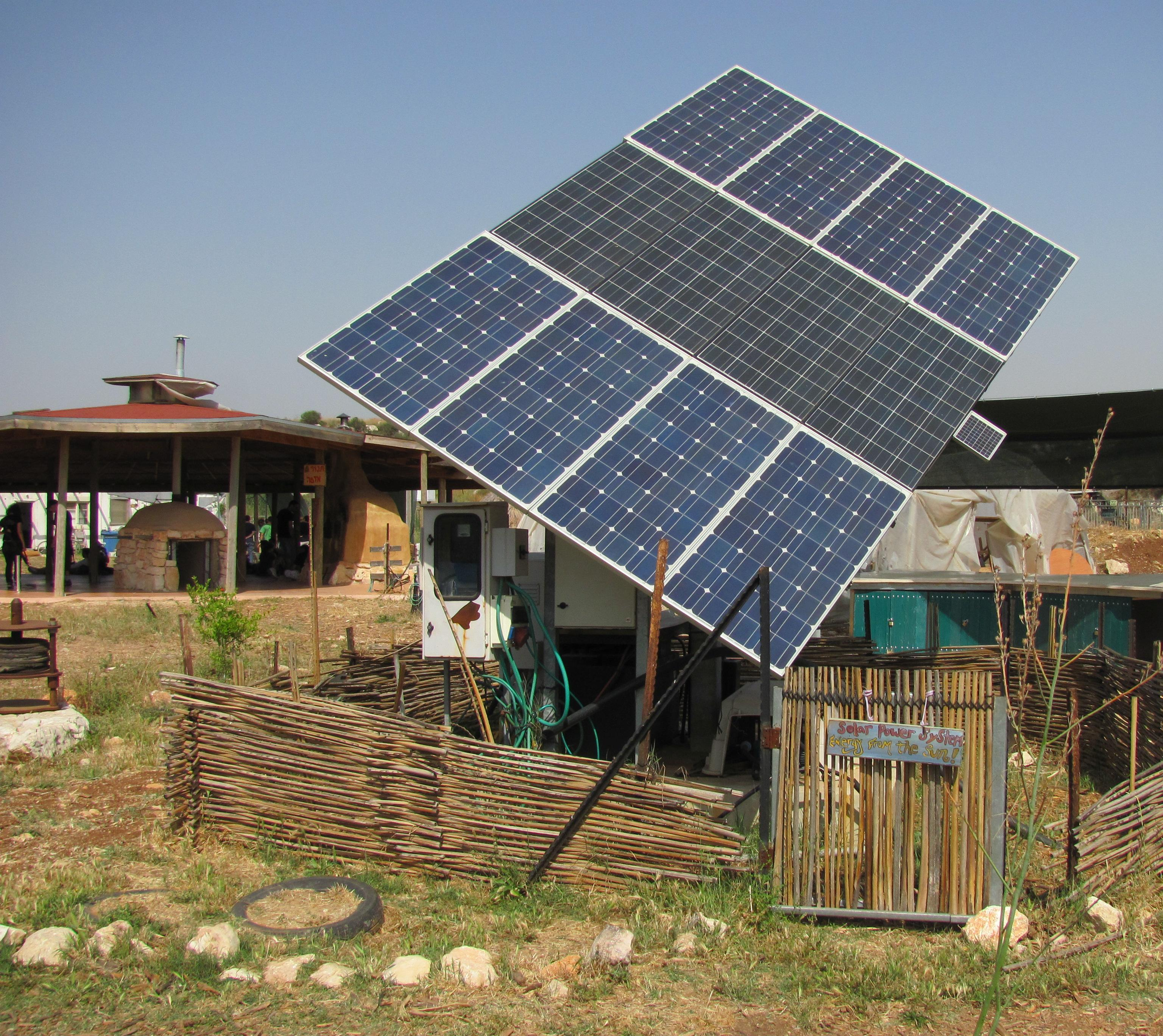
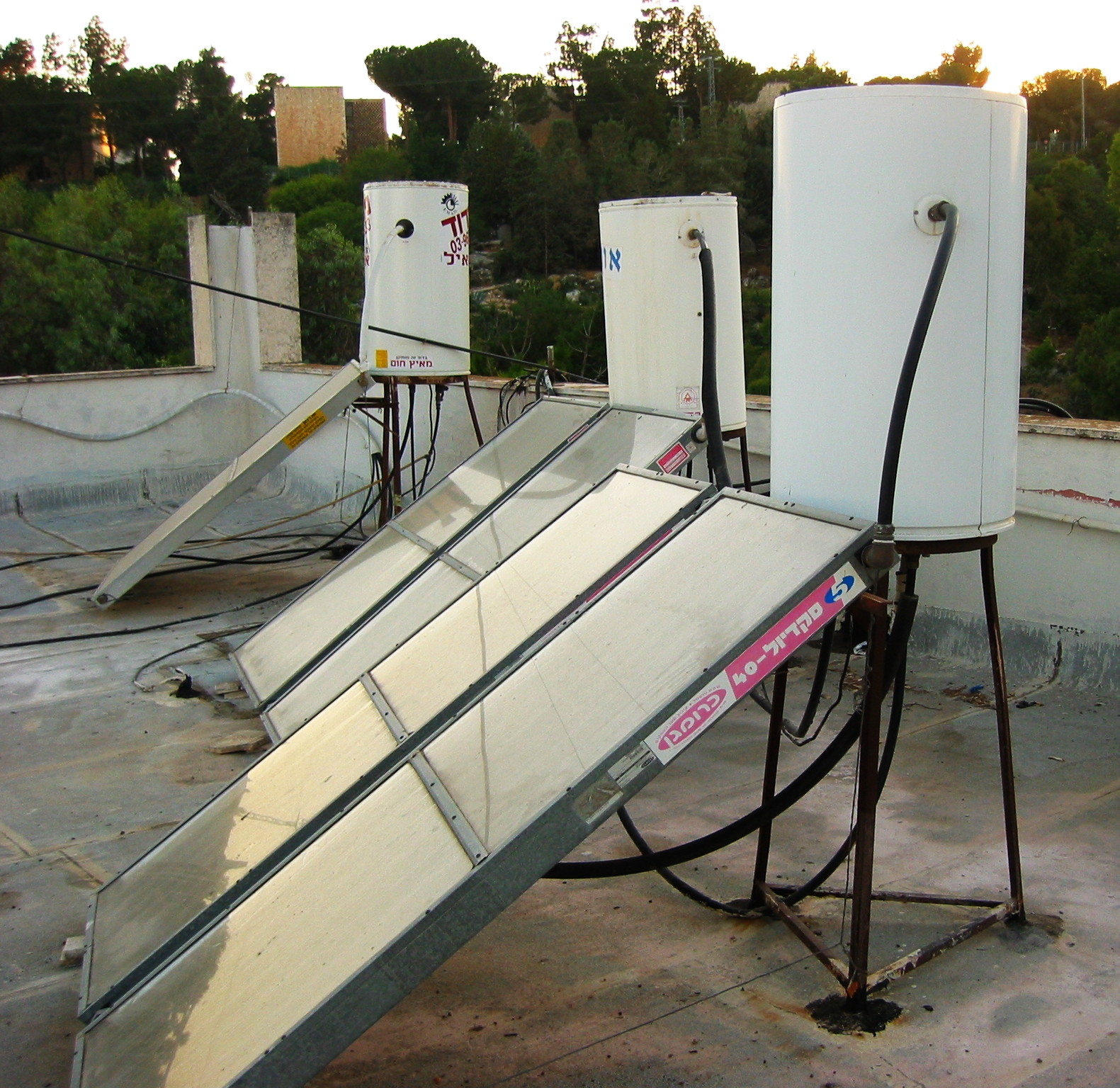
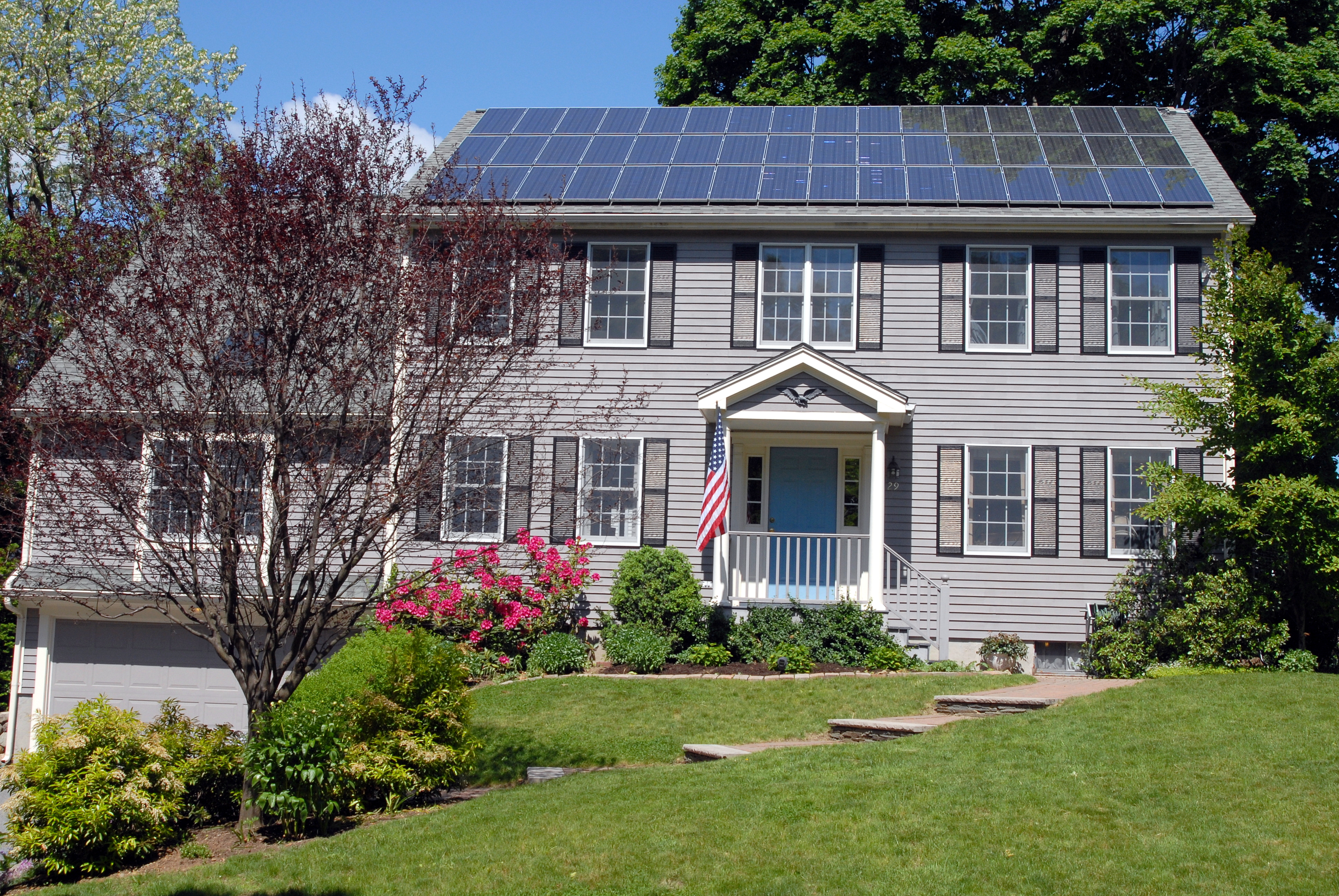
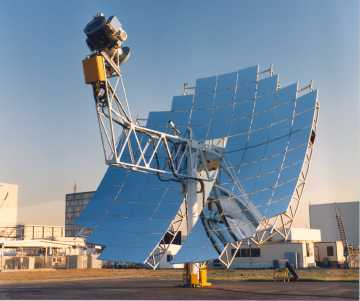
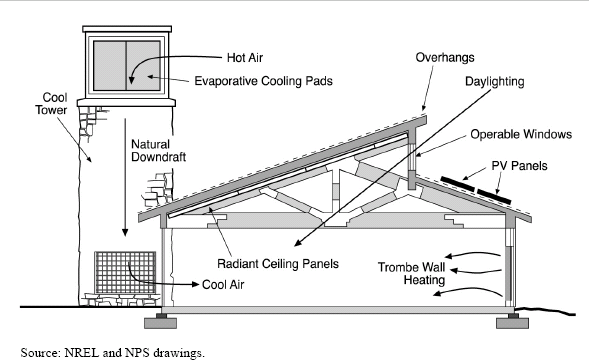
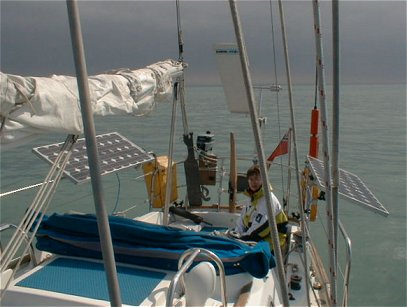
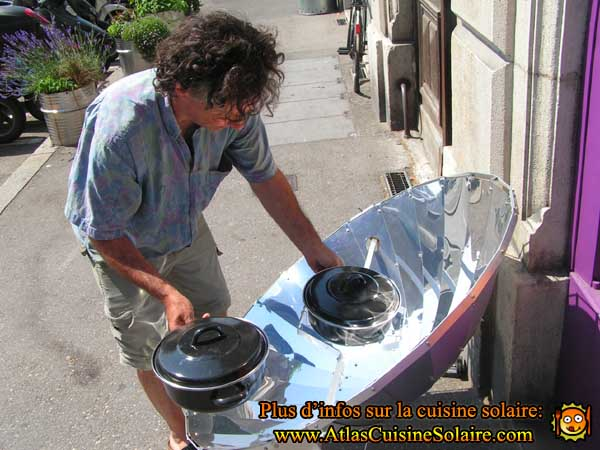
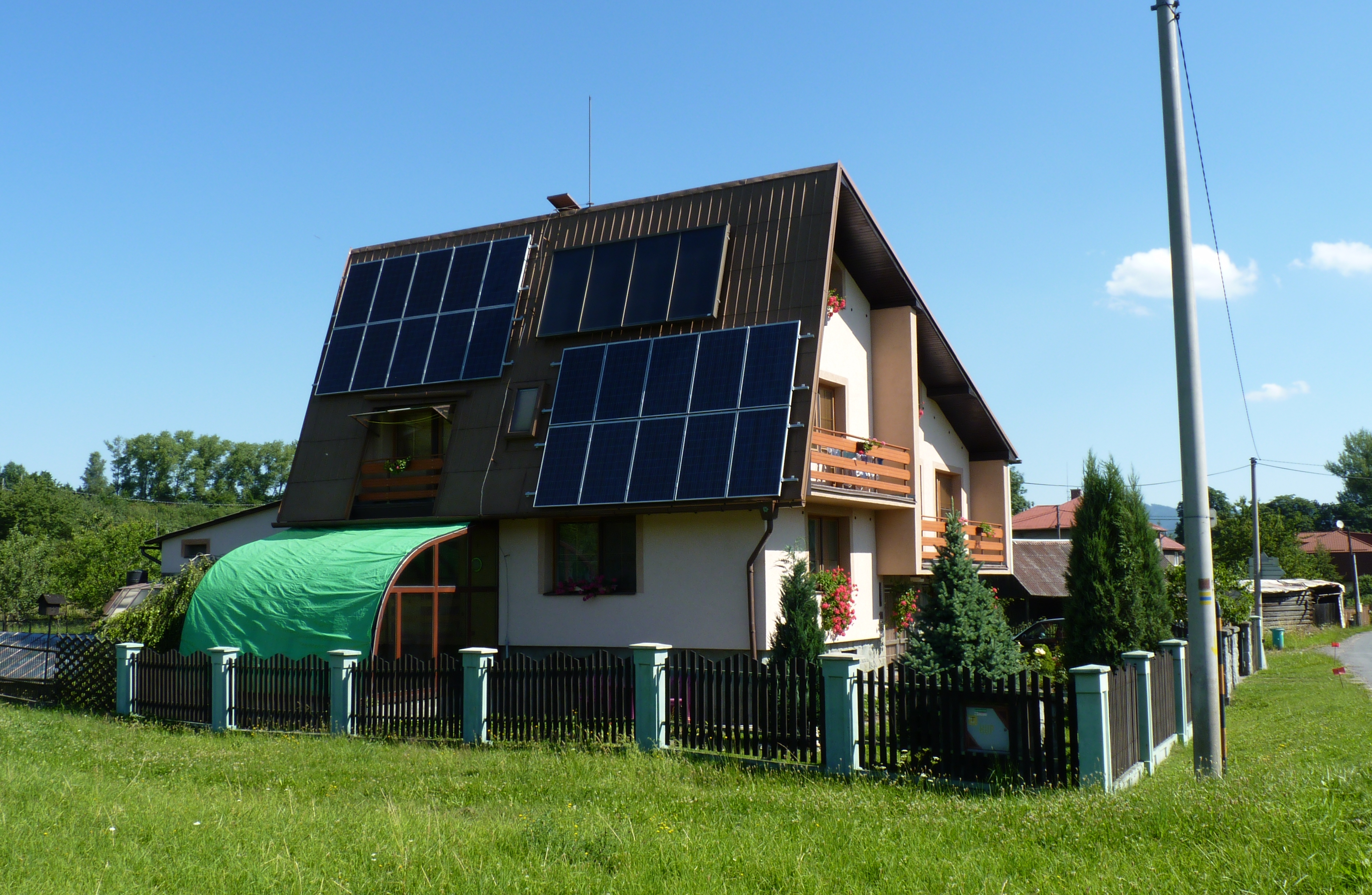
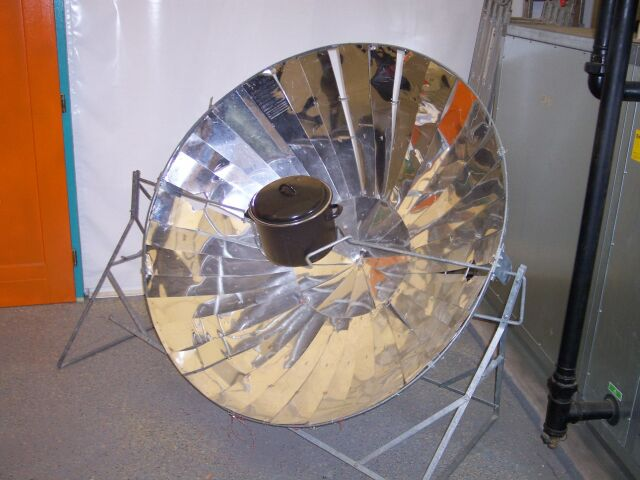
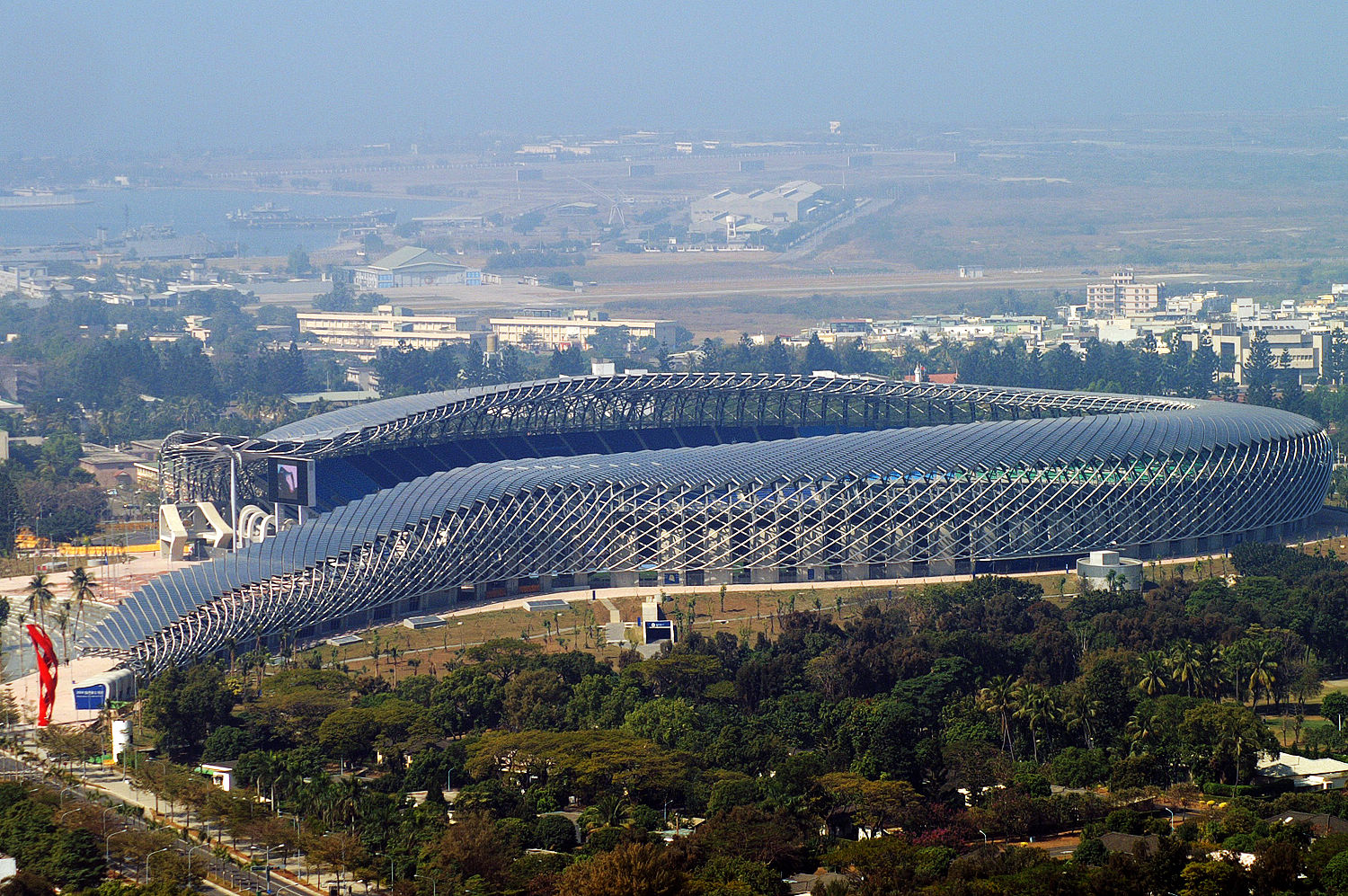

## Producția de echipamente
În anul 2008, producția chineză de celule solare reprezenta doar 33 % din cea mondială, dar din anul 2011 ea reprezinta 57 % din aceasta.